# Prosa victoriana
Las obras literarias en prosa del periodo victoriano (1837-1901) abarcan disciplinas y géneros literarios como la religión, la teología y la oratoria; el ensayo; la historiografía; la biografía; las ciencias sociales y  las ciencias naturales; la economía o la crítica.
El conflicto entre los conocimientos nuevos y la opinión consagrada llenó la época victoriana con el alboroto del debate. Los viajeros ampliaban nuestro conocimiento del mundo objetivamente considerado; los teóricos de las ciencias estudiaban su estructura interna; los economistas políticos y los moralistas deducían conclusiones que escandalizaban al hombre corriente. Detrás de todo esto, el aumento de la riqueza y del poder material favorecía una interpretación materialista de la experiencia, tácitamente aceptada en casi todos los departamentos de ésta hasta por los ortodoxos. Este materialismo se apoyaba erróneamente en la autoridad de la ciencia, ya que los científicos se mantenían correctamente dentro de los límites que sus premisas les imponían.
Dos ensayistas, o más bien tres, alzaron fuertemente sus voces contra las enseñanzas de los economistas, los utilitaristas y los materialistas: Carlyle, Ruskin y Matthew Arnold. Los dos primeros se erigieron en dos profetas que acusaron con vehemencia a su época y de los cuales ha tomado la posteridad la irónica venganza de considerarlos victorianos típicos, haciéndolos objeto de excesivas reconvenciones.
Carlyle pretendió que Inglaterra regresase a una vida más espiritual por medio de una doctrina autoconcebida. Se trataría del mismo impulso que, moviéndose por un canal muy diferente, llevaría a otros, a través del Movimiento de Oxford, a una tendencia nueva en la Iglesia de Inglaterra y, en algunos casos, al catolicismo.

## Religión, teología y oratoria
Al finalizar el primer tercio del siglo XIX, la Iglesia anglicana atravesaba por una difícil situación: se había desprestigiado entre los sectores populares y radicales por su defensa del conservadurismo social y político, estaba mal adaptada a las necesidades de la nueva realidad industrial y urbana y sufría la competencia de una disidencia que, en algunas de sus ramas, se mostraba más dinámica y ajustada a las circunstancias existentes.
La sociedad victoriana fue una sociedad profundamente religiosa, en la que los valores de la religión impregnaron las diversas manifestaciones de la vida colectiva, más allá de las creencias específicas de cada persona y de su nivel de práctica religiosa y quizá en mayor medida que en cualquier otro gran país europeo de la época. Algunos de los rasgos más característicos de la moral victoriana, como el sentido del deber, el puritanismo o el trabajo como vía de superación personal, tenían su origen en el movimiento evangélico que desde mediados del siglo XVIII se había difundido entre anglicanos y disidentes.
Los primeros años del reinado de la reina Victoria presenciaron un segundo gran movimiento de reforma en la Iglesia inglesa. El primero, o sea el de John Wesley, había sido evangélico; esta segunda reforma fue doctrinal y sacramental. El primero había llevado a la separación de los wesleyanos o metodistas de la comunión nacional. El segundo escindió esa comunión en dos partes discordantes, la una católica y la otra protestante. Desde 1833 un grupo de teólogos y profesores de Oxford había comenzado la publicación de una serie de folletos (Tracts for the Times) en los que, a partir de la defensa de la competencia de la Iglesia frente al Estado en cuestiones religiosas, se abogaba por una reinterpretación del anglicanismo que lo aproximase a sus raíces comunes con el catolicismo en detrimento de la herencia protestante. El tema de la época fue el conflicto entre el racionalismo y la fe, tomados estos términos en un sentido profano tanto como religioso, y a esta luz el Movimiento tractariano puede considerarse como una afirmación de fe. Los tractarianos o folletistas se diferenciaban de la confesión católica romana  ―afirmaban― por su mayor fidelidad a la organización de la Iglesia primitiva, por estar libres de los "errores populares" debidos a la corrupción de los tiempos posteriores. En realidad, el Movimiento restauró la autoridad de la Iglesia, la precisión dogmática (entre los que aceptaron esas opiniones), la catolicidad, la reverencia a los sacramentos y cierto tipo de santidad. El paso al catolicismo en 1845 de algunos de sus más destacados representantes, entre ellos Newman, no favoreció la aceptación de las posiciones del movimiento de Oxford en el seno del anglicanismo, en especial por parte de aquellos grupos más ligados a la tradición protestante y a la influencia evangélica. De todas formas, consiguió apoyos entre sectores anglicanos elitistas y dejó sentir su influencia sobre la liturgia y el arte religioso.
Tanto el carácter oficial del anglicanismo como la influencia de la religión fueron cediendo importancia conforme avanzó la época victoriana. Por un lado, el desarrollo de la disidencia protestante facilitó el proceso de desmantelamiento de los privilegios del anglicanismo (disestablishment), aunque éste no llegó a perder totalmente su carácter de religión de estado. Por otro lado, se produjo una creciente secularización de la sociedad, pero el descenso de la importancia de la religión no significó un abandono completo de los valores religiosos.
Los himnos de The Christian Year (El año cristiano), de John Keble, son parte del germen de dicho movimiento, pero su consecuencia literaria más notable fue la Apologia pro Vita Sua de Newman. Newman fue la personalidad más atractiva del grupo y el más distinguido prosista.
Por último, debe recordarse que la época victoriana fue la Edad de Plata de la oratoria inglesa. Había aún suficiente unidad en la política y la religión para imprimir un tipo a la retórica, aunque la homogeneidad ya era menor que en el siglo XVIII. El sermón de Keble sobre La apostasía nacional, predicado en Oxford, tuvo fuertes repercusiones. El deán Stanley alcanzó la perfección de la oratoria eclesiástica, y el disidente C. H. Spurgeon dio nueva vida a las raíces de la prosa de Latimer. Hubo acuerdo en cuanto al estilo, en lo esencial; solo a fines del siglo desapareció el gran estilo bajo la granizada de golpes del estilo de Joseph Chamberlain, mucho más incisivo. No todos los discursos famosos sobreviven impresos, y los de la época victoriana hay que estudiarlos en antologías. Entonces se advierte que son homogéneos y diferentes.

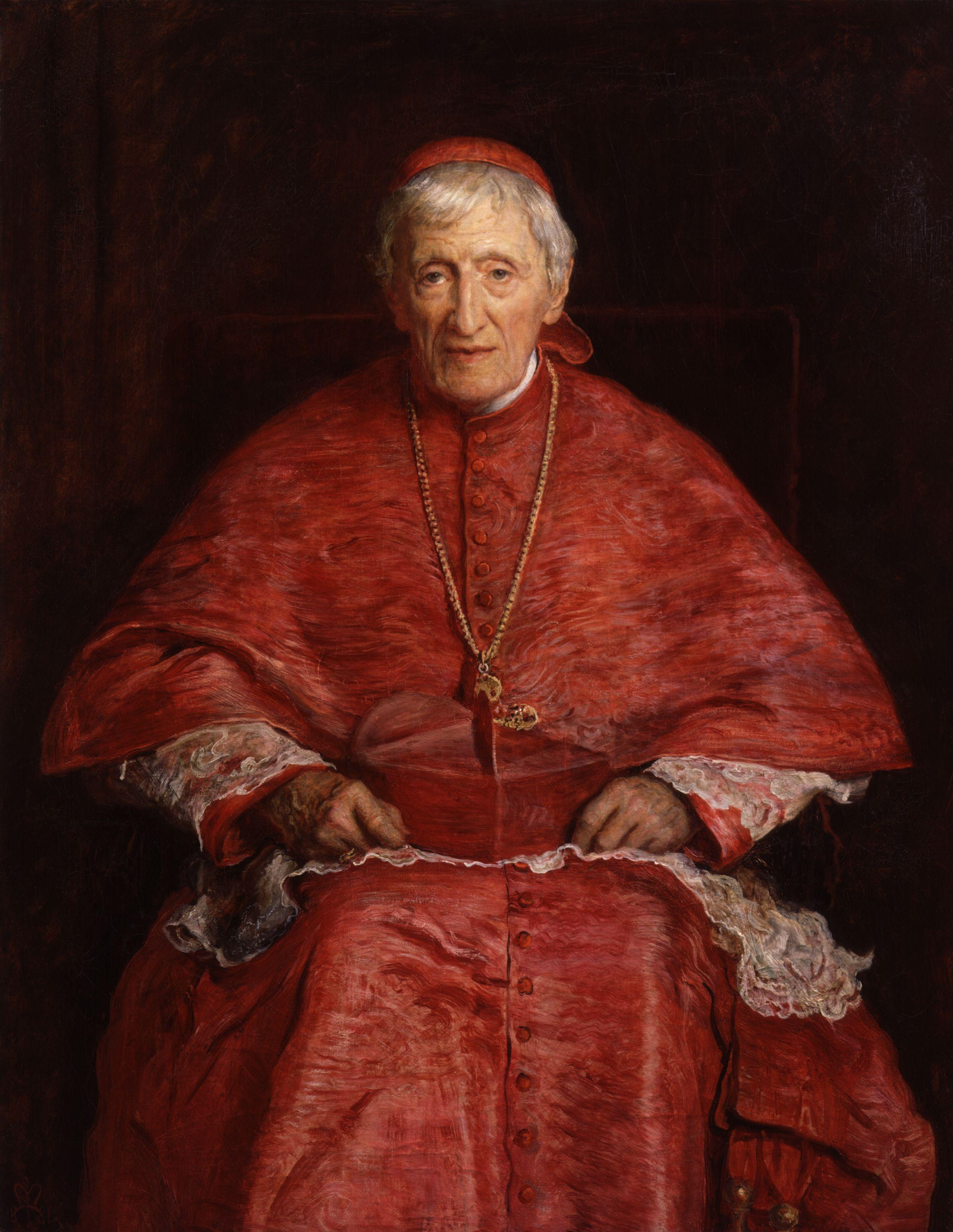
Retrato de John Henry Newman (1881), obra del pintor John Everett Millais (1829-1896).

En una trayectoria distinta ―y a menudo opuesta― a la tumultuosa corriente positivista, utilitaria, racionalista y tecnológica de los primeros tiempos de la era victoriana, encontramos a John Henry Newman (1801-1890), el eminente ministro anglicano que acabaría convertido al catolicismo. Tras romper definitivamente con el evangelicalismo en el que se había criado (1830), creó el Movimiento de Oxford (1833), cuyo propósito inicial era rescatar a la Iglesia anglicana del nivel de institución puramente humana en que parecía encontrarse, e infundirle el espíritu sacramental y sacerdotal derivado de Jesucristo. Newman fue durante años el principal motor del Movimiento, hasta su renuncia (1842) y posterior conversión al catolicismo (1845). Newman es maestro de una prosa ágil, digna pero animada, y poseía una mente que, a pesar de actuar movida por la emoción, estaba disciplinada por una fina inteligencia. Dentro de la comunión católica la posición de Newman era la de un "católico liberal". Aparte su colaboración en Tracts for the Times, escribió The Scope and Nature of University Education (1852) y The Idea of a University (1873), obras de gran valor formativo, y de una prosa excelente. Una controversia con Kingsley, quien había escrito que Newman no consideraba la verdad como una virtud necesaria, dio pie a la publicación de su Apologia pro vita sua (1864), uno de los libros de autobiografía religiosa más notables que se han escrito, cuyo sencillo tono confidencial "revolucionó la estimación popular de su autor", consolidando la pujanza y la sinceridad de las convicciones que lo habían llevado a la Iglesia católica. La manifiesta sinceridad y espiritualidad de la Apologia lo vindicaron a los ojos de todos los lectores de buena fe; pero esas cualidades solas no hubieran bastado para poner tan alto la obra entre las grandes confesiones de la cristiandad.
Newman era un escéptico ávido de dogma. Su análisis de la historia y el contenido del dogma fue corrosivo, pero lo compensaba una sumisión apasionada a la autoridad.
Además de las obras mencionadas escribió, entre otras: Los arrianos del siglo IV (1833), Doce conferencias (1850), Conferencias sobre la postura actual de los católicos (1851), El romanismo y el protestantismo popular y Disquisición sobre el canon bíblico. Newman publicó también en 1870 The Grammar of Assent, en el que examinó la naturaleza de las creencias a la manera del Aids to Reflection de Coleridge. Poseedor de uno de los intelectos más agudos y sutiles de su tiempo, Newman fue también maestro de un estilo de belleza y poder maravillosos. A juicio de muchos, sin embargo, su sutileza en no pocas ocasiones daba la sensación de pasarse a la sofística; y su actitud hacia las escuelas de pensamiento diametralmente opuestas a la suya propia fue en ocasiones dura y antipática. Por otra parte, se encontraba en condiciones de ejercer una notable influencia sobre los hombres que en lo eclesiástico y en ciertos aspectos en lo religioso, más fuertemente se opusieron a él. Newman y sus compañeros del Movimiento de Oxford proporcionaron a la Iglesia anglicana del siglo XIX un considerable impulso de fervor y espiritualidad.
Edward Bouverie Pusey (1800-1882) fue un teólogo, erudito y profesor inglés. En sus Observaciones sobre los beneficios futuros y pasados de las instituciones catedralicas (1833), Pusey defendió el sistema existente, ya que había proporcionado a algunos de los clérigos las oportunidades de estudio que habían producido y producirían de nuevo las principales obras de la teología inglesa, y los más sólidos esquemas de la doctrina teológica.
James Martineau (1805-1900), hermano menor de la escritora y activista Harriet Martineau, fue un destacado teólogo unitario. En Liverpool, durante un cuarto de siglo ejerció una extraordinaria influencia como predicador, y alcanzó una gran reputación como escritor de filosofía religiosa. En 1839 salió en defensa de la doctrina unitaria, que había sido atacada por ciertos clérigos de Liverpool, y publicó cinco discursos, en los que disertaba acerca de La Biblia como gran autobiografía de la naturaleza humana, desde su infancia hasta su perfección; La Deidad de Cristo; La redención vicarial; El mal y El cristianismo sin sacerdote ni ritual. Aparte de las Iglesias, hombres como Carlyle y Matthew Arnold ―con quien tenía mucho en común― le influyeron; mientras que Herbert Spencer en Inglaterra y Comte en Francia proporcionaron la necesaria antítesis al desarrollo dialéctico de sus propios puntos de vista. El auge del evolucionismo y la nueva forma científica de ver la naturaleza y sus métodos de creación, lo obligaron a repensar y reformular sus principios y conclusiones teístas, especialmente en lo referente a las formas en las que podría ser concebida la relación de Dios con el mundo y su acción sobre el mismo. No hay apenas nombre o movimiento en la historia religiosa de su siglo que no tocara e iluminara. Fue de esta forma que criticó el «mesmerismo ateísta» con el que su hermana Harriet se había comprometido, y ella nunca le perdonaría dicha crítica.
Entre sus escritos, que fueron muy influyentes, están los Fundamentos de investigación religiosa (1836), Los sustitutos ideales de Dios (1879), Estudio sobre Spinoza (1882), Tipos de teoría ética (1885), El estudio de la religión (1888), Establecimiento de la autoridad en la religión (1890), y poemas religiosos e himnos. Los tres últimos libros mencionados expresaban su pensamiento maduro, y puede decirse que contienen, en lo que el autor concibe como una forma final, los logros especulativos de su vida. Sus cualidades literarias y especulativas son en verdad excepcionalmente brillantes; resultan espléndidos en léxico, elaborados en su argumentación, convincentes a la par que reverentes, perspicaces a la par que audaces en la crítica. Pero poseen también los más obvios defectos: son incuestionablemente los libros de un anciano que había pensado tanto como hablado y escrito a menudo sobre los temas acerca de los cuales diserta, pero que finalmente había organizado sus materiales a toda prisa en un momento en que su mente había perdido, si no su vigor dialéctico, sí en cambio su frescura y su sentido de la proporción.
Con su publicación durante 1839-40 de Ancient Christianity and the Doctrines of the Oxford Tracts (El cristianismo primitivo y las doctrinas de los «Oxford Tracts») (en ocho partes), una serie de disertaciones en respuesta a los Tracts for the Times, Isaac Taylor (1787-1865), escritor filosófico e histórico, artista e inventor, se mostró por vez primera como un polemista, consistiendo su aseveración en que la Iglesia del siglo IV (sobre cuyas costumbres primitivas los seguidores de Pusey trataban de injertar las instituciones de la Iglesia anglicana) ya había madurado una cuantiosa cosecha de supersticiones y errores, que no debía ser considerada como la encarnación de la doctrina y la práctica de los apóstoles porque ya entonces estaba corrompida por el contacto con la superstición pagana. Su punto de vista fue acaloradamente refutado.
En marzo de 1841, Taylor pronunció cuatro conferencias sobre El cristianismo espiritual (publicadas en Londres). Poco después fue persuadido a completar y editar una traducción de La guerra de los judíos de Flavio Josefo, que había sido preparada por el Dr. Robert Traill.
Publicó años más tarde una obra sobre el argumentario cristiano, titulada The Restoration of Belief (El restablecimiento de la fe) (Londres, 1855), en la que recurrió una vez más a su formato preferido de publicación anónima. Logic in Theology (La lógica en teología) y Ultimate Civilisation (Civilización última), dos volúmenes de ensayos parcialmente reimpresos de la Eclectic Review durante 1859 y 1860, fueron seguidos a su vez por The Spirit of Hebrew Poetry (El espíritu de la poesía hebrea) (Londres, 1861), un volumen de conferencias, originalmente pronunciadas en Edimburgo, que abunda en pasajes sugestivos y hermosos, y que es la más importante de sus obras postreras. En sus Considerations on the Pentateuch (Consideraciones sobre el Pentateuco) (Londres, 1863), se oponía a las conclusiones de Colenso.
Algunos lo consideraban como el más grande teólogo laico inglés desde Coleridge. Ciertamente se caracterizaba por su vasta formación, sus nobles propósitos, y una profunda piedad personal, pero la mayoría de sus libros han caído en el olvido.
En la órbita de Newman y de la High Church anglicana se encuentra el pensamiento teológico del arzobispo y posteriormente cardenal Henry Edward Manning (1808-1892), que también se adhirió a los postulados del Movimiento de Oxford y pasa por ser uno de los más capacitados del grupo tractariano. Se ganó reputación de orador elocuente tras la publicación de sus dos primeras obras: Regla de fe (1839) y su obra capital, La unidad de la Iglesia (1842). Tras su conversión al catolicismo y su adhesión a la Iglesia de Roma (1851), en la que se unió a la facción ultramontana, alcanzó una posición de notable influencia en el seno de aquélla, llegando a ser, superando incluso a Newman, el máximo representante de la misma en Inglaterra (1865). Sus escritos incluyen sermones, de los que publicó varios volúmenes antes de su abandono de la Iglesia de Inglaterra, y algunas obras controvertidas, incluyendo Petri Privilegium (1871), Los decretos del Vaticano (1875) ―en respuesta a Los decretos del Vaticano y el vaticanismo, de Gladstone― y El sacerdocio eterno (1883).
Liberal en política y celoso reformador eclesiástico, el pedagogo y profesor Thomas Arnold (1795-1842) estuvo implicado en numerosas controversias educativas y religiosas. Como hombre de iglesia fue un erastiano convencido, y se opuso frontalmente a la facción de la High Church (Iglesia Alta). En sus últimos años escribió un par de volúmenes de sermones (1842 y 1844) y una obra teológica (La interpretación de las Escrituras, publicada póstumamente en 1845).
Desde 1827, el teólogo F. D. Maurice (1805-1872) se entregó a la labor literaria, escribiendo una novela, Eustace Conway, y editando el London Literary Chronicle hasta 1830. También escribió para la Westminster Review y otras publicaciones, y durante un breve período de tiempo editó el Athenæum. En ese momento se encontraba muy confuso en cuanto a sus opiniones religiosas. Finalmente, al cambiar sus puntos de vista teológicos, se unió a la Iglesia de Inglaterra. Se convirtió en un líder entre los socialistas cristianos, y por un breve período de tiempo editó su órgano de propaganda. Acusado de heterodoxia (1851) y posteriormente absuelto por una comisión de investigación, al publicarse sus Ensayos teológicos en 1853 se le pidió que renunciara a su puesto de profesor en el King's College. Maurice mantuvo con gran efusión de convicción que sus puntos de vista estaban en concordancia con las Escrituras y los criterios anglicanos, pero el consejo, sin especificar ninguna "herejía" concreta y negándose a someter el caso al juicio de los teólogos competentes, dictaminó lo contrario y le privó de sus cátedras. Entre sus escritos se cuentan Las religiones del mundo y su relación con el cristianismo (1847), Filosofía moral y filosofía metafísica (1848), Los profetas y reyes del Antiguo Testamento (1853), La doctrina del sacrificio (1854) y Ensayos teológicos. El estilo de Maurice era prolijo, y con frecuencia es tachado de oscuro; sin embargo, ejerció una extraordinaria influencia sobre algunas de las mejores mentes de su tiempo por la originalidad de sus puntos de vista, y por la pureza y la altura de miras de su carácter.
Como reformador social, Maurice fue un adelantado a su tiempo, y dio su apoyo entusiasta a unos esquemas para los que el mundo no estaba preparado.
El hermano de John Henry Newman, Francis William Newman (1805-1897), también fue un erudito y escritor teológico, y como aquél, abandonó su evangelicalismo inicial, pero en su caso para tomar una dirección diametralmente opuesta a la de su hermano, pues Francis evolucionó hacia el escepticismo a través del eclecticismo. Su Unión Católica (1844) era un alegato por una "Iglesia del futuro" sobre una base ética, dejando abiertas las cuestiones teológicas. Adquirió una especial reputación gracias a sus escritos sobre temas de religión, de los cuales los más importantes fueron su Historia de la monarquía hebrea (1847), un estudio que quedó obsoleto por investigaciones más recientes; su tratado devoto sobre El alma (1849), tal vez la más influyente de sus obras; y su libro más famoso, Las fases de la fe (1850), una autobiografía teológica escrita en respuesta a la Apologia de su hermano, cuya publicación dio lugar a una notable controversia y a la aparición de El eclipse de la fe, de Henry Rogers. También publicó una Miscelánea en cuatro volúmenes, un Diccionario de árabe moderno y algunos tratados matemáticos.
Henry Alford (1810-1871) fue un teólogo, erudito, poeta y escritor misceláneo inglés. Su fama descansa mayormente sobre su monumental edición del Nuevo Testamento en griego (4 volúmenes), que le ocupó desde 1841 hasta 1861. En esta obra puso por vez primera a disposición de los estudiantes ingleses un esmerado cotejo de las interpretaciones de los principales manuscritos y de las investigaciones de los eruditos continentales más sesudos del momento. De carácter más filológico que teológico, marcó un cambio de época de los antiguos comentarios homiléticos, y aunque investigaciones más recientes, patrísticas y papirológicas, han cambiado en gran medida el método exegético del Nuevo Testamento, la obra de Alford sigue siendo una cantera de la que el estudiante puede extraer un buen provecho. Alford siguió en esta obra en gran medida los pasos de los críticos alemanes, manteniendo, no obstante, una posición liberal moderada; y fue durante mucho tiempo la obra de referencia sobre el tema en Inglaterra. En el último año de su vida emprendió un comentario sobre el Antiguo Testamento, que en el momento de su muerte solo llegaba al vigésimo quinto capítulo del Éxodo.
Arthur Stanley (1815-1881) fue deán de Westminster (1864-81), historiador, biógrafo y teólogo. Fue profesor de Historia eclesiástica en Oxford (1856). Su posición eclesiástica era erastianista y latitudinarista, y su propósito práctico en la Iglesia, la comprensión política. Fue un autor prolífico, sus obras incluyen una Vida del Dr. Arnold (1844), de quien fue su discípulo favorito; Memoriales de Canterbury (1854); Sinaí y Palestina (1855); Conferencias sobre la Iglesia de Oriente (1861); Historia de la Iglesia judía (1863); Memoriales históricos de la abadía de Westminster (1867); Conferencias sobre la historia de la Iglesia de Escocia (1872); además de diversos comentarios. Su Comentario sobre las epístolas a los corintios (publicado en junio de 1855) era una obra compañera del Comentario sobre las epístolas a los tesalonicenses, gálatas y romanos de Jowett. Resulta valioso en los aspectos pintoresco, histórico y personal; pero doctrinalmente es débil, y en erudición y precisión resulta deficiente. En sus Memoriales de Canterbury (publicados en diciembre de 1854) encontró un amplio campo de aplicación para su talento para la narrativa dramática o gráfica. En sus Sermones de Canterbury (publicados en marzo de 1859) se esfuerza por poner en valor el lado práctico de la religión; por hacer que sea una vida más que un credo; por enunciar sus verdades, no atacar sus errores.
John William Colenso (1814-1883), matemático y crítico bíblico, ingresó en la Iglesia, y publicó varios tratados matemáticos y unos Sermones rurales. A principios de 1861 publicó su Comentario sobre la Epístola de San Pablo a los romanos, una obra que, según el obispo Gray de Ciudad del Cabo, estaba repleta de herejías de principio a fin. No cabe duda de que golpeó las raíces del comúnmente denominado sistema sacramental.
La evolución de los puntos de vista de Richard Holt Hutton (1826-1897) sobre el tema de la encarnación está marcada por la publicación, en 1862, de su Incarnation and Principles of Evidence (La encarnación y los principios de la evidencia), que constituía el número 14 de los Tracts for Priests and People.
Sabine Baring-Gould (1834-1924), pastor anglicano, novelista, hagiógrafo, anticuario, folclorista, antólogo y erudito inglés, publicó numerosos himnos y sermones, además de otras obras de temática religiosa: Post-Mediæval Preachers: Some Account of the Most Celebrated Preachers of the 15th, 16th, and 17th Centuries (1865); The Origin and Development of Religious Belief (1870); Lives of the Saints (16 volúmenes, 1872-89); The Lost and Hostile Gospels: An Essay on the Toledoth Jeschu, and the Petrine and Pauline Gospels of the First Three Centuries of which Fragments Remain (1874); Some Modern Difficulties (1875); A Study of St. Paul, His Character and Opinions (1887); Our Inheritance: An Account of the Eucharist Service in the First Three Centuries (1888); Conscience and Sin: Daily Meditations for Lent (1890); Virgin Saints and Martyrs (1900), etc.
Más conocido por sus novelas fantásticas y cuentos de hadas, George MacDonald (1824-1905) también publicó algunos volúmenes de sermones (Sermones silenciados, 1867/1885/1889) y obras apologéticas. Frente a la doctrina de la expiación penal sustitutiva desarrollada por Juan Calvino, MacDonald defendía la teoría según la cual Cristo estaba llamado a salvar a los cristianos de sus pecados, no a castigarles por ellos en nombre de Dios. El autor escocés estaba convencido de que Dios solo castiga para enmendar a quien lo necesita, y que el fin único de su ira es la rehabilitación de los pecadores (del mismo modo que el médico hace sufrir a sus pacientes, sirviéndose del "fuego y el acero", con el único objetivo de sanarles). Abandonó el ejercicio del ministerio eclesiástico, debido en parte a consideraciones teológicas, y en parte por el riesgo de deterioro de su salud.
Richard William Church (1815-1890), teólogo, historiador y biógrafo, fue educado en Oxford, donde se convirtió en discípulo de Newman, asistiendo regularmente a los sermones vespertinos en la Iglesia de St. Mary. Tradujo los sermoneos catequísticos de San Cirilo (1841) para la «Biblioteca de los Padres» de Pusey, de la que constituyeron el segundo volumen. Fue un destacado miembro de la facción de la High Church, pero era reverenciado por muchos que no simpatizaban con sus opiniones eclesiásticas. Tras la ruptura del Movimiento tractariano en Oxford (1845), un signo de una nueva era fue la fundación del periódico The Guardian por parte de Church y algunos amigos ―James Mozley, Thomas Henry Haddan, Lord Blachford, Mountague Bernard y otros―. Entre sus escritos están Los inicios de la Edad Media (1877) y un libro de memorias sobre El Movimiento de Oxford (1891), publicado póstumamente. También escribió las biografías de Anselmo, Dante, Spenser y Bacon.
Henry Drummond (1851-1897) publicó en 1883 el libro que tan ampliamente contribuyó a su fama contemporánea, Natural Law in the Spiritual World (La ley natural en el mundo espiritual). En este sostenía que el principio científico de continuidad se extendía desde el universo físico al mundo espiritual. La tesis estaba basada sobre una serie de brillantes figuras dialécticas más que sobre una cadena de razonamientos, y las falacias en el argumentario de Drummond fueron advertidas con claridad y perspicacia por algunos autores de la época. El libro, sin embargo, resultó ser asombrosamente exitoso; su popularidad, debida en primera instancia a la belleza de su escritura, fue reforzada por una reseña sumamente entusiasta en The Spectator, y en los cinco años posteriores a la fecha de publicación se vendieron unas setenta mil copias.
El científico y novelista Grant Allen (1848-1899) es autor de la obra The Evolution of the Idea of God (La evolución de la idea de Dios, 1897), una investigación sobre el origen de las religiones. Este libro está repleto de conocimientos antropológicos, y contiene numerosos vislumbres brillantes, pero arrastra el defecto de intentar explicarlo todo mediante una sola teoría.

## Ensayo
El encanto que les faltaba a los filósofos políticos se encontrará al máximo en la prosa de Thomas Babington Macaulay (1800-1859). Al servicio de la composición de sus ensayos pondría una mente ricamente provista de detallismo y brutalmente clara por sus convicciones, lo que le permitiría relatar sus temas con una sencillez que evitaba cualquier compromiso; y este plan perfectamente establecido, una vez definido, lo adornaba con alusiones y detalles pintorescos. Siguió este método en los estudios que redactó sobre Bacon, Johnson y Warren Hastings, y le sirve admirablemente todo el tiempo que resuena la primera fórmula simple.
El empleo alegre y abundante de una cultura enciclopédica es una defensa convincente y un fuerte baluarte contra la oposición. Aparece en los Ensayos críticos e históricos (1825-44) de Macaulay aplicada no solo a temas políticos, sino también literarios. Su debilidad y su fuerza se manifiestan juntas en su tour de force sobre el Johnson de Boswell. Macaulay ideó la explicación de que la obra de Boswell era tan grande precisamente por ser su autor tan pequeño, explicación manifiestamente insostenible, pero expuesta con extraordinaria fuerza de convicción. Pero con toda su brillantez, estos ensayos no pueden compararse con su labor de historiador, para la que muestra disposiciones excepcionales.
Desde 1841, Arthur Helps (1813-1875), editor, ensayista e historiador, pudo dedicarse por entero y durante veinte años al estudio y la escritura. De sus publicaciones propias, la primera fue Pensamientos en el claustro y entre la multitud (1835), una serie de aforismos, que fue seguida, entre otras, por Ensayos escritos en los recesos del trabajo (1841), Amigos en el Consejo (en 4 series, 1847-59), y Conversaciones sobre la guerra y la cultura general (1871). Ruskin llamó la atención sobre la sinceridad y el propósito práctico de sus reflexiones, aunque sus argumentos a menudo carecen de profundidad. Sus ensayos son lo más exitoso de su obra, pues contienen los pensamientos y opiniones de un hombre perspicaz, experimentado y muy culto. No poseen, sin embargo, una excepcional profundidad u originalidad.
Harriet Martineau (1802-1876) fue escritora, economista y activista social en diversas parcelas (feminismo, abolicionismo, teoría social y filosófica). En los Estados Unidos, país que visitó en 1834, su abierta adhesión a la causa abolicionista, entonces reducida y muy impopular, supuso una gran ofensa, en la que ahondó con la publicación, poco después de su regreso, de La sociedad en América (1837) y una Retrospectiva del viaje a Occidente (1838). Un artículo publicado en la Westminster Review, La era de los mártires de los Estados Unidos, introdujo a los lectores ingleses en las luchas de los abolicionistas.
El período de formación en la vida de Thomas Arnold estuvo diligentemente consagrado a la búsqueda de estudios clásicos e históricos. Los autores que con mayor atención estudió en ese período fueron Tucídides y Aristóteles, y por sus escritos formó un archivo adjunto que mantuvo hasta el final de su vida, y ejerció una poderosa influencia sobre su manera de pensar y sus opiniones, así como sobre sus ocupaciones literarias en años posteriores. Heródoto también fue objeto de su consideración en grado relevante, pero más, al parecer, para la recreación que para el trabajo.
A partir de 1819, Arnold dedica su tiempo libre a la prosecución de sus estudios de filología e historia, más concretamente al estudio de Tucídides y de la nueva luz que habían arrojado, sobre el estudio de la historia de Roma y sobre la metodología histórica en general, las investigaciones de Niebuhr.
Desde su elección como director de la prestigiosa Escuela de Rugby (1827), dedicó sus energías principalmente a la actividad de la escuela; pero tuvo tiempo también para una copiosa labor literaria. Sus principales obras literarias son su inacabada Historia de Roma (en 3 volúmenes, 1838-42) y sus Conferencias introductorias sobre Historia Moderna (1842). Estas dos obras, junto con una edición de Tucídides, con notas y disertaciones en inglés (1835); y numerosos artículos en revistas, diarios, periódicos y enciclopedias, se conservan para dar fe de la incansable actividad de su mente y de su paciente diligencia durante este período. Thomas Arnold era un hombre de notable erudición, seriedad y fuerza de carácter.

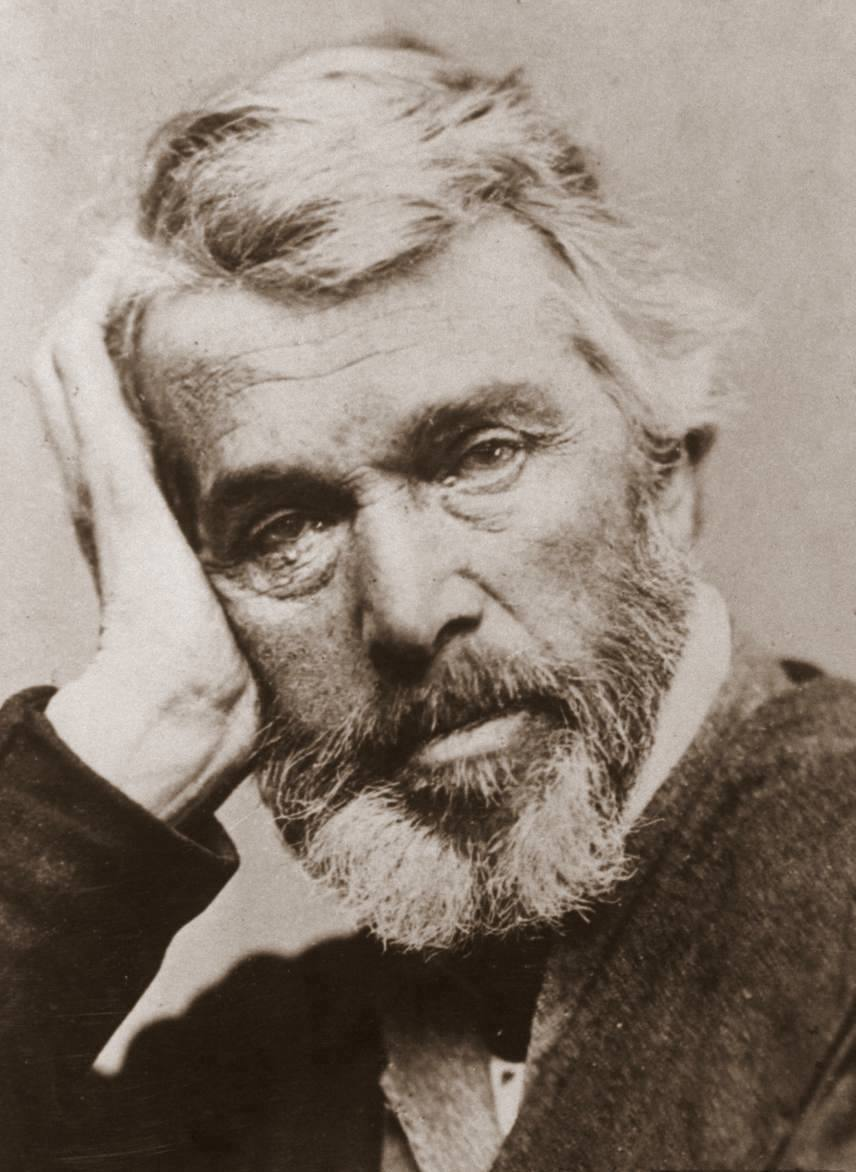
Thomas Carlyle, fotografiado por Eliott & Fry (c. 1860).

El historiador, ensayista, traductor y filósofo Thomas Carlyle (1795-1881) es un signo de contradicción en el seno de la sociedad victoriana. En una época en que Inglaterra se proyecta tras la idea del progreso y confía en que la ciencia y la industrialización conseguirán la felicidad y el bienestar humanos, Carlyle se levanta, como un Diógenes místico, para acusar la complacencia de sus compatriotas, burlarse de su solemnidad, darles una idea de la vibración con que los intereses del espíritu se sentían en la Alemania romántica y atacar la tibieza de su fe o su solapado racionalismo con la sinceridad, el celo y la fuerza moral de un profeta. Atacaba a los utilitaristas y los economistas y le proclamaba a la ciencia, directamente a la cara, la realidad del milagro. A la evolución y el progreso oponía la idea de lo "cataclísmico" en la historia, y a la democracia enfrentaba su Sobre los héroes y el culto a los héroes. Carlyle se sirve frecuentemente de la historia para ilustrar sus puntos de vista. Profesa una especie de misticismo que desconfía de la razón, y se opone al materialismo utilitario, siguiendo canales distintos de los utilizados por Newman y demás propulsores del «Oxford Movement».
En 1839 aparecieron por primera vez sus ensayos reunidos. En aquel período sus obras se sucedían rápidamente: un texto rechazado por inapropiado por la Quarterly Review y desestimado para la Westminster, finalmente sería publicado en formato de libro independiente, bajo el título de Chartism (El Cartismo), a finales de 1839. Puede ser considerado como una confesión explícita de Carlyle sobre los principios que le diferenciaban por igual de Whigs, Tories y radicales ortodoxos. Se vendieron de inmediato mil ejemplares, y en 1840 apareció una segunda edición.
En Sobre los héroes y el culto a los héroes (1841) encontramos su pensamiento y su visión de la historia expresados con más sencillez y en un estilo menos complicado. En esta obra, el autor incorpora del modo más romántico su filosofía individualista de la historia: Carlyle creía que la historia universal es una suerte de criptografía divina, que estamos leyendo y escribiendo continuamente, "y en la que también nos escriben". En 1842 se topó con la crónica de Jocelyn de Brakelond, publicada en 1840 por la Camden Society, e hizo de la historia del abad Sansón el núcleo de una disertación sobre sus consabidos temas. Fue escrita y publicada en 1843 con el título de Past and Present (Pasado y presente). El brillante cuadro de un fragmento de la vida medieval aligeraba la algo confusa masa de retórica sombría, y el libro causó más revuelo que la mayoría de sus escritos. En 1845 apareció Cartas y discursos de Oliver Cromwell, siendo este quizás el más exitoso de sus escritos; en él Carlyle renovó el respeto por un gran personaje inglés.
Carlyle ejerció una poderosa influencia sobre el pensamiento de su época, no solo por sus propios escritos y su personalidad, sino a través de las numerosas personalidades de renombre tanto en la literatura como en la vida pública a quienes imbuyó sus doctrinas; y tal vez no exista mejor prueba de ello que el hecho de que gran parte de lo que era novedoso y original cuando fue propuesto por primera vez por él ya ha pasado a formar parte de las ideas nacionales. Su estilo es quizás el más notable y diferenciado en la literatura inglesa, intensamente fuerte, vívido y pintoresco, pero absolutamente fuera de lo convencional, y a menudo caprichoso o explosivo. Figura contradictoria y siempre desconcertante, desde su posición individualista Carlyle coincidió con Newman y con el Movimiento de Oxford en la valoración suprema del espíritu y en el rechazo del positivismo y del industrialismo progresista.
Con su prosa, Carlyle pretendía sacudir a su época de la complacencia en que se encontraba. Posee un extraño misticismo sin formular que desconfía de la razón y que, por encima de todo, se opone al materialismo de los utilitaristas.
Sir Thomas Erskine May, barón Farnborough (1815-1886), jurista constitucional, publicó en 1844 un Tratado práctico sobre las leyes, prerrogativas, procedimientos y usos del Parlamento, una obra de saber profundo, preciso y bien meditado, reconocida por el Parlamento como autorizada, y traducida al alemán, francés, italiano, español, japonés y húngaro.
Tras escribir artículos para The Daily News sobre la reforma social y la penitenciaria, William Hepworth Dixon (1821-1879) publicó John Howard y el mundo carcelario de Europa, que tuvo una amplia difusión, y un volumen descriptivo de Las prisiones de Londres (1850). En 1868 publicó dos volúmenes suplementarios titulados Spiritual Wives (Esposas espirituales), que tratan sobre el mormonismo. Fue acusado de indecencia y presentó una demanda por libelo contra el Pall Mall Gazette , que formuló la acusación en una reseña de Free Russia (1870).
Al espíritu y el ejemplo de su madre cabe atribuir parte del entusiasmo por la autosuficiencia y el autodidactismo, que más tarde quedaría plasmado en los escritos de Samuel Smiles (1812-1904) y que daría popularidad e influencia a los mismos. Ya en marzo de 1845 Smiles había pronunciado, en una pequeña sociedad de progreso común de Leeds, un discurso sobre la educación de las clases trabajadoras, en el que mostraba cuántos pobres habían creado para sí mismos, con efectos beneficiosos para sus carreras, oportunidades de conocimiento y cultura. Poco a poco, Smiles ampliaría la conferencia hasta convertirla en un sustancioso tratado bajo el título de Self-Help, with Illustrations of Character and Conduct (El esfuerzo personal, con ejemplos de carácter y conducta), publicado en julio de 1859. El libro causó buena impresión entre el público al que iba especialmente dirigido, y Smiles recibía constantemente garantías del estímulo práctico que había brindado a artesanos de todas partes del mundo; se vendieron 20.000 ejemplares el primer año, y en 1889 las ventas habían alcanzado las 150.000 copias, mientras que el libro había sido traducido a 17 idiomas. En subsiguientes volúmenes, Character (Carácter, 1871), Thrift (Ahorro, 1875), Duty (Deber, 1880) y Life and Labour (Vida y trabajo, 1887), Smiles proseguiría su útil sistema de recopilar datos biográficos y coordinarlos de manera tal para incentivar el esfuerzo ventajoso. Era inevitable que estos volúmenes resultaran repetitivos, y el éxito de Self-Help no volvería a producirse. Character estuvo cerca pero no logró alcanzar las grandes ventas de su predecesor. Con todo, estos libros, excepto el último, alcanzaron una difusión excepcional en países de habla inglesa así como en traducciones extranjeras. Sus obras resultan admirables no solo por su estilo sencillo a la par que contundente, sino por las muchas lecciones útiles y prácticas que aplican.

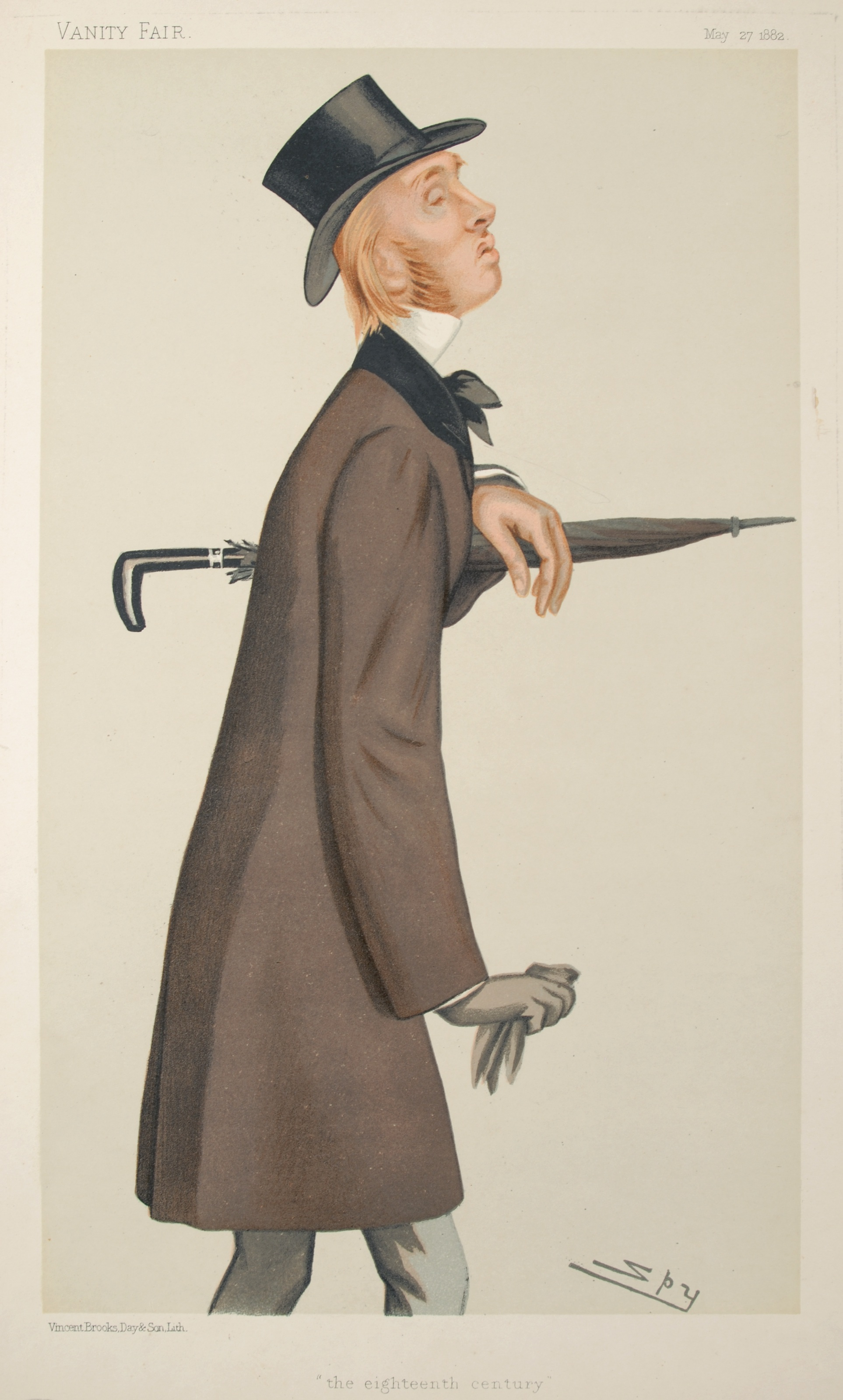
Caricatura de William Edward Hartpole Lecky publicada por el semanario Vanity Fair en su número del 27 de mayo de 1882.

La primera obra en prosa del historiador y ensayista irlandés William Edward Hartpole Lecky (1838-1903) fue un volumen de ensayos titulado Las tendencias religiosas de nuestra época, publicado de forma anónima en 1860. El libro resultaba notable por su amplia perspectiva y por su espíritu de tolerancia, y no prefiguraba adhesión a ninguna Iglesia en particular. Pero su primera obra importante fue Leaders of Public Opinion in Ireland (Líderes de opinión en Irlanda, 1861), un breve esbozo de la vida y obra de Swift, Flood, Grattan y O'Connell, que suponía un indudable presagio de su admirable labor posterior en el mismo campo. Este libro, publicado originalmente de forma anónima, se volvería a publicar en 1871; y el ensayo sobre Swift, reescrito y ampliado, aparecería de nuevo en 1897 como introducción a una nueva edición de las obras de Swift. Leaders ocupó su lugar como una contribución sumamente importante a la historia de Irlanda. En 1863 publicó un ensayo sobre El sentido decadente de lo milagroso, que con posterioridad formaría los dos primeros capítulos de su Historia del racionalismo, publicada en dos volúmenes en enero de 1865. El estudio de la Historia de la Civilización de Buckle determinó hasta cierto punto la orientación de sus propios escritos, y dio lugar a la producción de dos importantes obras: Historia del auge e influencia del espíritu del racionalismo en Europa (1865) e Historia de la moralidad europea desde Augusto a Carlomagno (2 volúmenes, 1869), ambas notables por su erudición, claridad e imparcialidad. Estos libros dieron lugar a algunas críticas, especialmente el último mencionado, con su disertación inicial sobre «la historia natural de la moralidad», pero ambos han sido generalmente aceptados como comentarios perspicaces y sugestivos sobre una amplia gama de hechos.
En 1896 publicó dos volúmenes bajo el título de Democracia y Libertad, en los que analizaba, con especial referencia a Gran Bretaña, Francia y Estados Unidos, algunas de las tendencias de las democracias modernas. Esta obra, aunque esencialmente diferente de los escritos puramente históricos del autor, posee muchas de sus virtudes. Aunque repleta, como todas sus obras, de erudición y marcada por sus profundas reflexiones, su imparcialidad y la sobriedad de sus juicios, apenas gozó del éxito que, en muchos aspectos, merecía. El libro es muy prolijo. La gran cuestión ―el efecto de la democracia sobre la libertad― queda oscurecida por la introducción de numerosos asuntos, como el matrimonio y el divorcio, cuya relación con el tema principal no resulta obvia, o de otros, como la nacionalidad, cuya relación con aquel está insuficientemente enfatizada. El peso del material ilustrativo y el tono sumamente severo también han dificultado su popularidad. Democracia y Libertad es en gran parte un tratado sobre política contemporánea. Proporciona una provisión de reflexiones admirables, si bien un tanto inconexas, hechas, en su conjunto, desde un punto de vista inequívocamente conservador y sin mucha esperanza en el futuro de la democracia. En 1899 publicó una edición revisada de Democracia y Libertad, con una nueva introducción, que contiene lo que probablemente sea el mejor resumen y estimación de la obra y el carácter de Gladstone aparecido hasta la fecha. Por último, en The Map of Life (El mapa de la vida, 1899) trataba en un estilo popular algunos de los problemas éticos que surgen en la vida cotidiana. Se trata de un volumen de reflexiones sobre la vida, el carácter y la conducta, que alcanzó y sigue gozando de una considerable popularidad. No se puede decir que las reflexiones sean muy profundas, ni que estén expresadas de manera epigramática; pero hay una apacible sabiduría, una sensatez, una esperanzada confianza en la fuerza de la resolución, una mezcla de dulzura y firmeza, que dan al libro un cierto encanto. Sería una lectura provechosa para los jóvenes, pero probablemente haya encontrado más lectores entre los mayores.
En 1860, Herbert Spencer (1820-1903) reunió cuatro ensayos escritos para revistas, para formar los cuatro capítulos de su libro Sobre la educación, cuya primera edición apareció en 1861. El método educativo propugnado se asemeja al de Pestalozzi al aspirar a un desarrollo natural de la inteligencia y crear un provecho grato. La obra defiende el estudio de la ciencia como el más conducente al bienestar y solaz de los hombres de nuestro tiempo. Sus argumentos hicieron de la educación asunto de discusión en las universidades y hasta en el foro público. Protestó contra la historia como catálogo sin sentido de nombres y fechas; proponía en su lugar la ciencia de la sociología. Sobre la educación ha tenido una enorme influencia, y es todavía reconocido como un libro de texto de referencia.
El elemento histórico fue cuidadosamente excluido de La Constitución inglesa, de Walter Bagehot (1826-1877). Su objeto fue describir ese organismo tal como realmente funcionaba en los años 1865-66, tiempo en que no tenía más paralelo democrático que la Constitución de los Estados Unidos. Bagehot se cuidó de no confundir el poder efectivo con las formas establecidas, y evitó especulaciones doctrinarias, por ejemplo, sobre las limitaciones recíprocas y el equilibrio de los diferentes órganos de gobierno. Sus ideas son audaces y estimulantes, y la exposición lúcida. Aunque algunas de sus opiniones puedan ser discutibles y todas estén sujetas a la mutabilidad del organismo mismo, su amplia y cuerda apreciación de la Constitución en un momento importante no corre el riesgo de perder su valor documental. La obra ha sido utilizada en Oxford y en más de una de las universidades norteamericanas como libro de texto sobre el tema; también ha sido traducida al alemán, francés e italiano.
Entre 1870 y 1885, el biólogo y escritor científico Thomas Henry Huxley (1825-1895) publicó una serie de ensayos sobre temas filosóficos, siendo el más importante de ellos su esbozo sobre Hume (1879) para la serie «English Men of Letters» de Mr. John Morley. En el capítulo sobre el propósito y el alcance de la filosofía, Huxley adopta el punto de vista de que el método de la psicología es el mismo que el de las ciencias físicas, y señala a Descartes, Spinoza y Kant como ejemplos de las ventajas para un filósofo de una formación en ciencias físicas. El capítulo sobre los milagros comienza demostrando lo absurdo de las objeciones a priori a la creencia en los milagros porque son violaciones de las «leyes de la naturaleza»; pero si bien resulta absurdo creer que aquello que nunca ha sucedido nunca puede suceder sin una violación de las leyes de la naturaleza, Huxley coincide con Hume al pensar que "cuanto más entre en conflicto una exposición de hechos con la experiencia previa, tanto más completa debe ser la evidencia que nos da motivo para creer en ella". La aplicación de este criterio a la historia del mundo tal como figura en el Pentateuco y a la historia de los evangelios constituye el tema de numerosos ensayos y discursos controvertidos, reeditados en los volúmenes cuarto y quinto de sus Ensayos reunidos.
El ensayo había sido revitalizado a finales del siglo XIX por R. L. Stevenson (1850-1894) en obras tales como Virginibus Puerisque (1881) y Memories and Portraits (1887). En 1876, Stevenson comenzó la brillante serie de ensayos sobre la vida y la literatura en el Cornhill Magazine que posteriormente serían recopilados junto con otros en los volúmenes titulados Virginibus Puerisque y Familiar Studies of Men and Books. Tuvieron continuidad en 1877, y en mayor medida a lo largo de 1878. El primero de dichos volúmenes es una recopilación de ensayos en los que predica con cautivador vigor y gracia su evangelio de juventud, coraje y desprecio por las timideces y las mezquinas respetabilidades de la vida. El volumen Familiar Studies of Men and Books, publicado en 1882, consta de una serie de ensayos íntimos y de otro tipo, incluida una eficaz exposición de sus propias teorías novelísticas, que había publicado en diversas publicaciones periódicas durante los años anteriores.
El aristócrata y político liberal escocés George Campbell, VIII duque de Argyll (1823-1900), publicó en 1879 su importante obra política La cuestión oriental, un estudio de la política en Oriente desde la guerra de Crimea. Su conclusión era: "Injusta y poco política como creo que ha sido la conducta del Gobierno en la Europa Oriental, esta misma ha sido sabia y virtuosa en comparación con su conducta en la India".
Cuando, a partir de 1890, su popularidad como novelista comenzó a declinar, la otrora célebre Ouida (Marie Louise de la Ramée, 1839-1908) se dedicó a escribir mayormente para las principales revistas ensayos sobre cuestiones sociales o críticas literarias, todo ello sin remunerar. Muchos de sus ensayos posteriores para The Fortnightly Review, The Nineteenth Century y North American Review fueron recopilados en Views and Opinions (1895) y Critical Studies (1900). En ellos proclamaba su hostilidad hacia el sufragio femenino y la vivisección, o evidenciaba su percepción crítica de las literaturas inglesa, francesa e italiana. También escribió sobre política italiana; pero sus puntos de vista sobre estos temas estaban marcados por una característica violencia y por la falta de criterio.

## Memorias y literatura de viajes
En los libros de viajes del siglo XIX, la entrega total de los autores al interés de la aventura por lo general hace lúcido y vivo el estilo; el asunto habla por sí solo. Sin embargo, cuando el viaje no es tan lejano se le exige más al autor, que tiene que compensar con el interés de su personalidad la falta de novedad de los lugares. El gran maestro en este aspecto es George Borrow. Sus libros pueden clasificarse como novelas de base autobiográfica o como viajes novelados. Richard Ford fue más objetivo en sus Gatherings from Spain, a las que dio vida con su singular idiosincrasia y sus prejuicios. No obstante, el mejor libro de esta clase fue Eōthen, de Kinglake, libro que eclipsó la voluminosa Historia de la guerra de Crimea del mismo autor. Trata del Cercano Oriente, y Kinglake mojó sus pinceles en colores fuertes. Es ingenioso y sensitivo.
El escocés Hugh Miller (1802-1856), folclorista, geólogo y hombre de letras, mostró desde muy pronto un notable gusto por la lectura y el poder de la narración de historias. En 1835 publicó sus Escenas y leyendas del norte de Escocia, que recogía las tradiciones de su Cromarty natal. Desde 1840 fue editor del periódico The Witness, órgano de la facción popular de la Iglesia de Escocia, cargo para el que mostró una notable capacidad. Al margen de sus obras sobre geología ―materia que también fue objeto de un capítulo de sus Escenas y leyendas, cabe destacar sus libros Primeras impresiones de Inglaterra y su gente (1847) y El crucero del «Betsy». En general, todos sus escritos se caracterizan por una gran excelencia literaria, y sobre todo por una maravillosa capacidad para lograr vívidas descripciones.
La obra literaria del matrimonio compuesto por William Howitt (1792-1879) y Mary Howitt (1799-1888), que era muy extensa, fue en parte elaborada conjuntamente y en parte de manera independiente, y abarcó una considerable variedad de temas: poesía, ficción, historia, traducciones y temas sociales y económicos. Útil y amena en su momento, poco de ella tiene probabilidades de perdurar. Las obras de William incluyen Rural Life in England (Vida rural en Inglaterra, 1837), Visits to Remarkable Places (Visitas a lugares notables), Homes and Haunts of the Poets (Hogares y refugios de los poetas), Land, Labour, and Gold (Tierra, trabajo y oro, 1855), Rural Life in Germany (Vida rural en Alemania), etc. Sus obras conjuntas incluyen The Forest Minstrel (El trovador del bosque), Book of the Seasons (El libro de las estaciones) y Ruined Abbeys and Castles of Great Britain (Abadías y castillos en ruinas de Gran Bretaña).

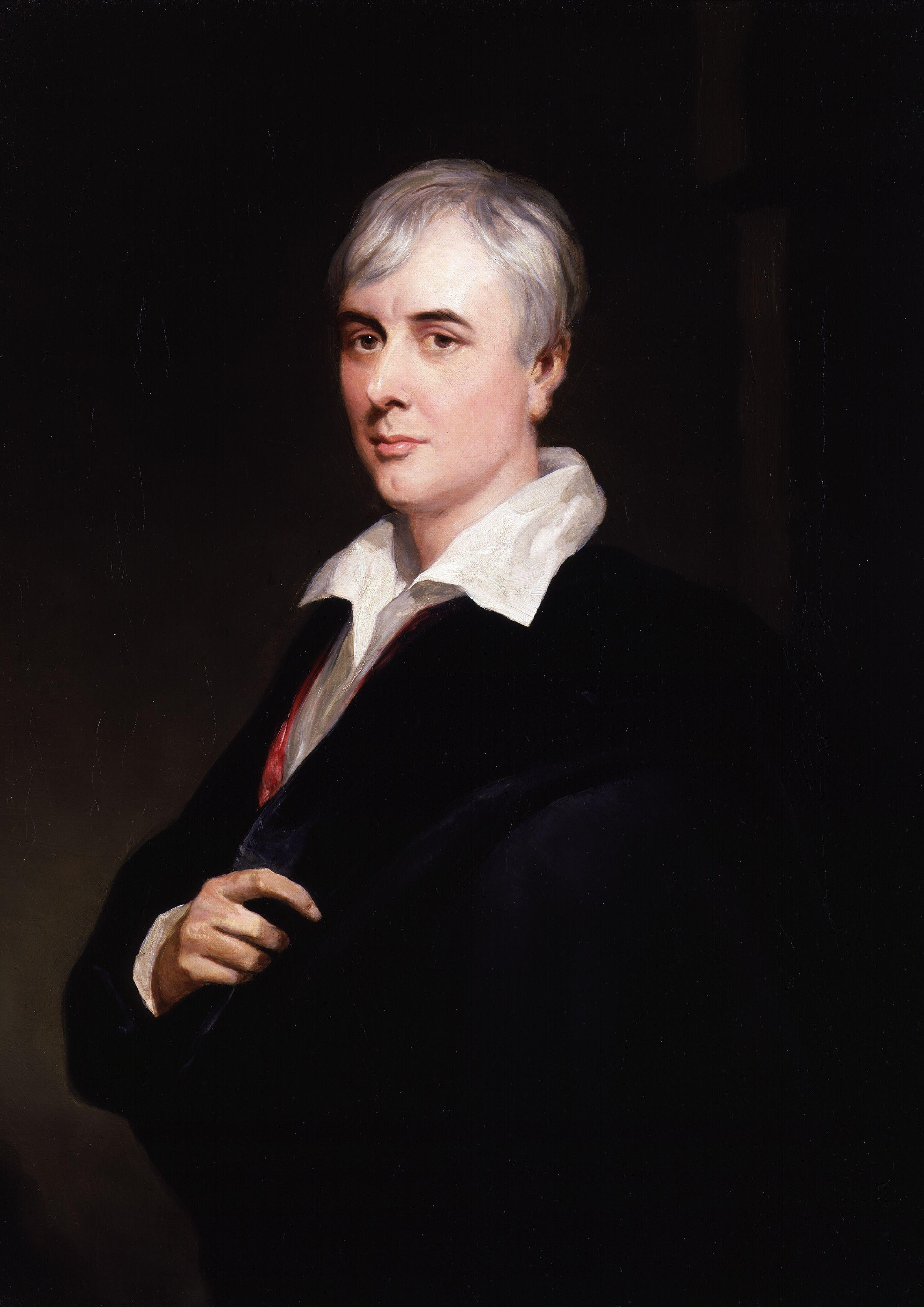
Retrato de George Borrow (1843), obra del pintor inglés Henry Wyndham Phillips (1820-1868).

Un personaje pintoresco que arranca del período romántico, del cual conserva esencias, y pertenece a la época victoriana, es el estrambótico aventurero y excelente narrador George Borrow (1803-1881), que tan interesado estuvo por las cosas de España. La línea de George Borrow se remonta hasta Defoe. Como éste, mezcla la observación y la invención en un estilo tan natural, que desafía a toda clasificación. Uno duda si es novelista, autobiógrafo o viajero, y sin embargo su estilo y asunto son siempre los mismos. El relato no pierde por su modo de narrarlo, pero no es escritor de obras de ficción. No inventa personajes, ni probablemente episodios; pero los episodios que narra parecen los de una novela biográfica, y en el diálogo y el dibujo de los personajes Borrow iguala a los mejores maestros del arte de novelar. Conviviendo con gitanos en su finca de Oulton Broad (Suffolk) escribió Lavengro, The Romany Rye, Wild Wales, Romano Lavo-Lil y otras obras. Viajó ampliamente por el Continente y por Oriente, familiarizándose con la gente y con las lenguas de los distintos países que visitó. Estuvo especialmente unido a los gitanos, con cuya lengua llegó a estar tan familiarizado como para publicar un diccionario de la misma. Su amistad con gitanos tratantes de caballos le permitió conocer una Inglaterra desconocida a los ingleses, y también le sirvió en España. Como resultado de sus dos largas estancias en este país (1835/1840) dejó los interesantísimos libros The Zincali, or An Account of the Gipsies of Spain (1841) y The Bible in Spain (1843), por los que Borrow se ganó un puesto cumbre en la literatura. El interés romántico de estas dos obras atrajo al público hacia el hombre tanto como hacia el escritor, y éste fue objeto de admiración durante algunos años. El primero es una descripción de la vida de los gitanos españoles, y el segundo una narración más o menos autobiográfica de sus aventuras durante la época turbulenta de la primera guerra carlista (1833-40). Este libro cimentó su reputación literaria.

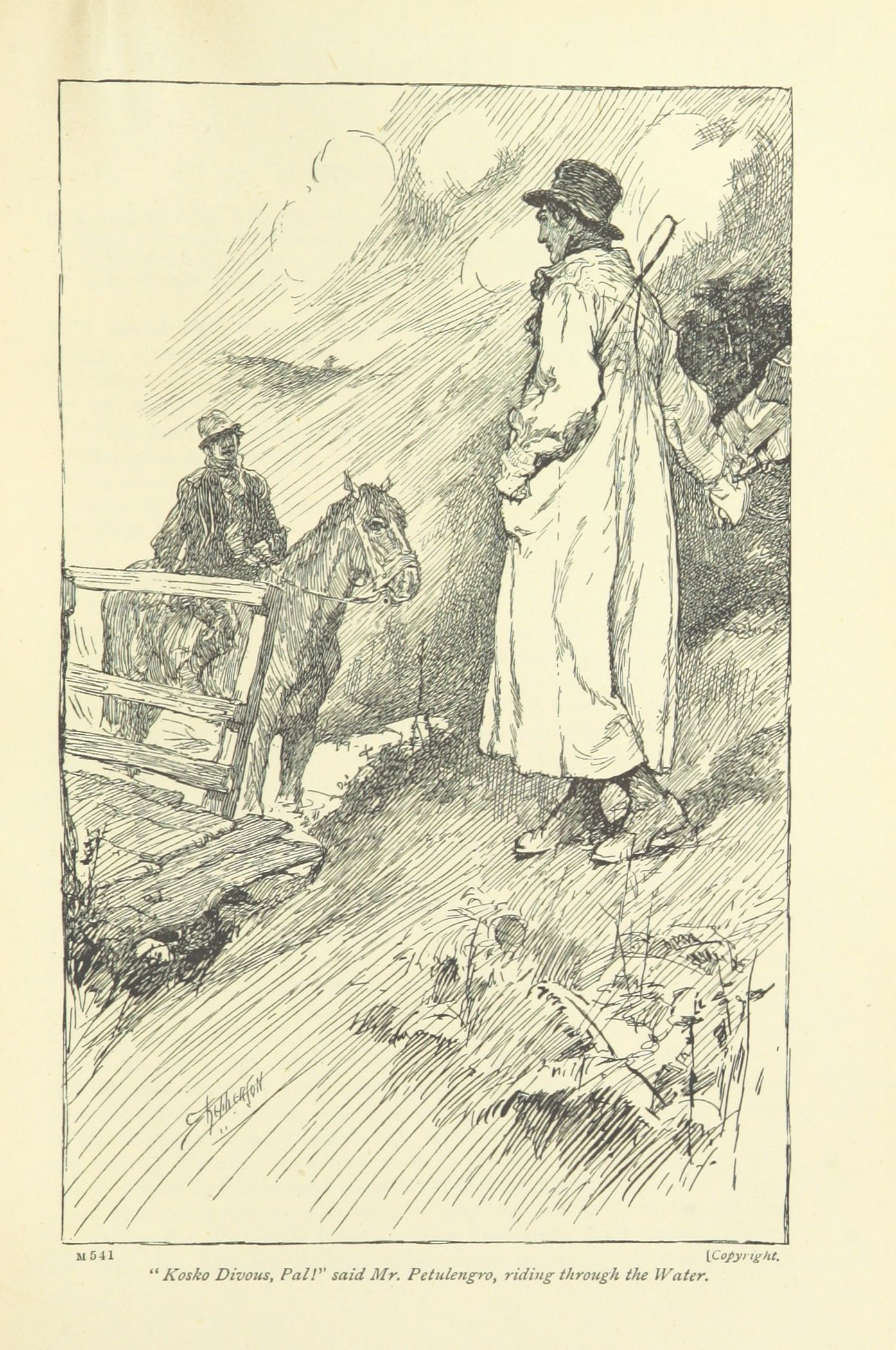
Ilustración de Claude Allin Shepperson (1867-1921) para una edición de Lavengro publicada en 1899.

De sus andanzas por Inglaterra con un grupo de gitanos ingleses surgieron tres libros: Lavengro (1851), narración novelada de sus aventuras en este período; The Romany Rye (1857) y Wild Wales (1862), obras éstas que, aunque originales y de gran interés, y en la actualidad tal vez sus libros más populares, fueron recibidas con escaso agrado por el público. Las dos primeras dan una imagen muy maquillada de su propia historia. Aunque por lo general se las considera novelas, lo son muy poco más que los dos libros anteriormente citados (The Zincali y La Biblia en España), y como descripción de las condiciones en que viven los gitanos ingleses se han convertido en documentos de primera mano. Sus escritos ocupan un lugar único en la literatura inglesa. Es sobrio en las partes estáticas de la narración, tales como la descripción de lugares, pero copioso en el diálogo; ignora las recetas formales relativas al estilo, y emplea un lenguaje que nunca decae en interés; y por las orillas de su relato pasan constantemente figuras que instantáneamente reconocemos como personas vivas.
A. W. Kinglake (1809-1891), en un trabajo que no es propiamente una novela de ficción, pero que sí posee una gran calidad imaginativa acercándose al arte del novelista, utilizaría el ambiente oriental en un libro de viajes titulado Eōthen o fragmentos de un viaje de regreso a casa desde Oriente (1844). Se trata de un sensible e ingenioso registro de las impresiones sentidas y recordadas de modo penetrante. El libro demostró que Kinglake era un maestro del más refinado estilo y sutil humor, y aunque fue comparado un tanto absurdamente con las narraciones de viajes ordinarias, en verdad resulta más parecido al Viaje sentimental de Sterne, y es un delicioso registro de impresiones personales más que de hechos ajenos.
Como abogado, Elliot Warburton (1810-1852) se colegió en Irlanda en 1837, pero abandonó su profesión para viajar y escribir. En 1843 hizo "un largo viaje" a través de Siria, Palestina y Egipto. Describió estos viajes en el Dublin University Magazine (octubre de 1843, enero y febrero de 1844) bajo el título de Episodios de un viaje oriental. En formato de libro su título fue La medialuna y la cruz, o romance y realidades de un viaje oriental, y apareció en dos volúmenes en 1844, si bien está fechado en 1845. A pesar de que el Eōthen de Kinglake acababa de aparecer, esta obra de Warburton alcanzó por lo menos diecisiete ediciones, llegando a reeditarse en fecha tan tardía como 1888, y su popularidad era debida a sus "brillantes descripciones".
Richard Ford (1796-1858), crítico, viajero e hispanista, es el autor de una de las primeras y mejores guías de viaje. Estudió Derecho, pero nunca ejerció, y en 1830-33 viajó por España, pasando gran parte de su tiempo en la Alhambra y en Sevilla. En 1840 comenzó a escribir, por invitación de John Murray, su Guía para viajeros en España, a la que mayormente se ha asociado su nombre. Fue concluida y publicada en 1845; y unas ventas de dos mil copias en pocos meses demostraron la estimación pública de sus virtudes. En la siguiente edición (1847) fue reducida a las dimensiones ordinarias de las «Guías para viajeros» de Murray, y con los recortes y algunos materiales nuevos añadidos se hizo el delicioso volumen breve publicado en 1846 bajo el título de Gatherings from Spain.
En 1846, Harriet Martineau realizó un viaje con algunos amigos por Egipto, Palestina y Siria, y a su regreso publicó Vida oriental, presente y pasada (1848), un libro de viajes que la autora consideraba su mejor libro: en él declaraba que ya no creía en la revelación. Esta obra mostraba que a medida que la humanidad pasaba por las religiones históricas del mundo, una tras otra, la concepción de la deidad y del gobierno divino se volvía a cada paso más y más abstracta e indefinida.

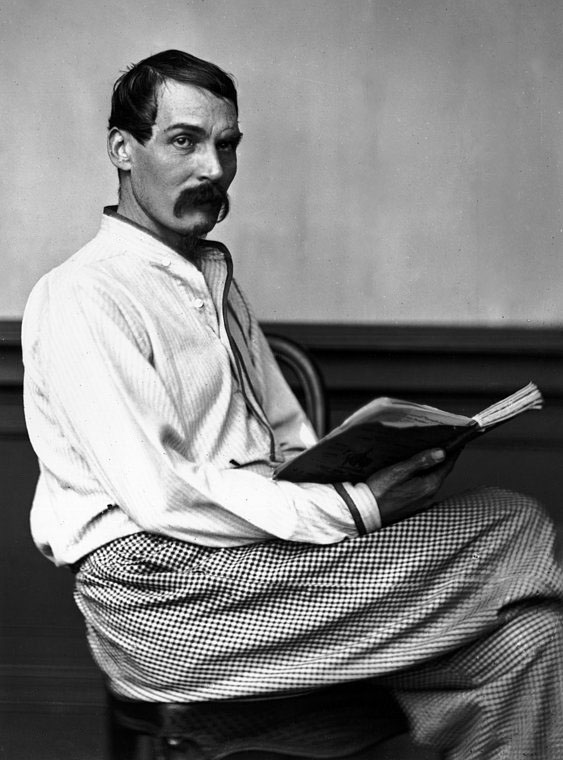
Fotografía de Richard Francis Burton fechada el 24 de agosto de 1864.

Richard Francis Burton (1821-1890) fue geógrafo, explorador, traductor, escritor, militar, orientalista, cartógrafo, etnólogo, espía, lingüista, poeta, esgrimista y diplomático, y llevó una vida de viajes, aventuras y servicio militar y civil en casi todas las regiones del mundo, incluyendo la India, África, Oriente Próximo, Norteamérica y Sudamérica. Burton fue el primer inglés en entrar en La Meca, el primero en explorar Somalilandia, el primero en hallar los Grandes Lagos del África Central. Fue el viajero más activo y al mismo tiempo un lingüista de primera fila. Publicó sus libros rápidamente, demasiado rápidamente para dar valor permanente a sus escritos, y su estilo es áspero, lo mismo que su carácter. Fue autor de más de 50 libros en una gran variedad de géneros, incluyendo viajes, novelas y traducciones, entre los cuales destacan Narración personal de una peregrinación a [Medina y] La Meca (1855), Primeros pasos en el África Oriental (1856), Las regiones lacustres del África Ecuatorial (1860), La cuenca del Nilo (1864), etc. En 1848 viajó a la India con un permiso para restablecer su salud en las montañas de Nilgiris. En seis meses encontró tiempo para visitar Goa y formar su primer contacto con la lengua de Camões. Regresó a Inglaterra en mayo de 1849, llevando consigo una amplia colección de manuscritos y curiosidades orientales, y los materiales para no menos de cuatro libros sobre la India. En un año (1851) lanzó al mercado Sind, o el valle desdichado (2 volúmenes) y Sind y las razas que habitan el valle del Indo, que son todavía valorados como libros de referencia; y Goa y las Montañas Azules, un maravilloso historial de un viaje de seis meses.
En 1853, después de mucho tiempo abrigando la esperanza de cumplir su sueño de peregrinar a La Meca, viajó a Egipto, siendo esta su primera visita a ese país que posteriormente conocería tan bien. La peregrinación propiamente dicha comenzó con un viaje a lomos de un camello de El Cairo a Suez. Después siguieron doce días en un buque de peregrinos en el mar Rojo de Suez a Yanbu, el puerto de Medina. El viaje desde Yanbu a Medina, de allí a La Meca, y finalmente de nuevo hacia el mar hasta Yeda, le llevó más de dos meses. Desde Yeda Burton regresó a Egipto en un barco de vapor británico. El viaje en sí resultó menos notable que el libro en el que fue narrado. Su sensacional Narración personal de una peregrinación a Medina y La Meca une el interés de una sólida documentación sacada de autores árabes a la observación intensamente personal del autor. Es merecidamente el más popular de los libros de Burton, habiendo alcanzado cuatro ediciones. Como relato de aventuras audaces, y por levantar el velo de lo desconocido, su interés nunca se desvanecerá. Sus vívidas descripciones, su estilo acre y sus "apuntes" intensamente personales lo distinguen de los libros de su género; su penetración en los modos semitas de pensamiento y su cuadro de las costumbres árabes le otorgan valor de documento histórico; su humor negro, sus perspicaces observaciones y su temeraria embriaguez de opinión, expresados en un lenguaje peculiar, tosco pero vigoroso, hacen de él una curiosidad de la literatura.

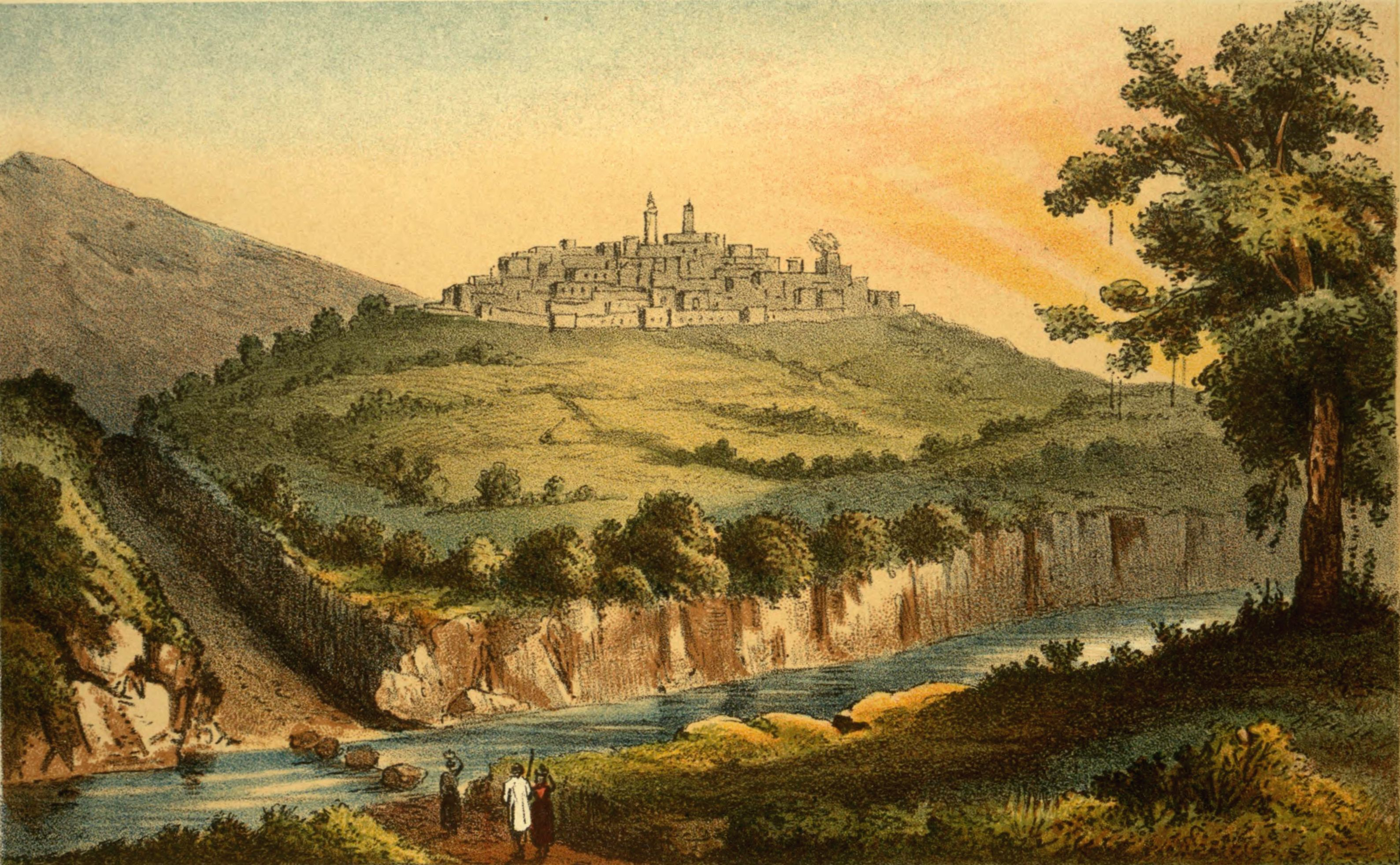
Ilustración de una edición de First Footsteps in East Africa publicada en 1894 por Isabel Burton.

A mediados de 1854 se encontraba de nuevo en el mar Rojo, con permiso del Gobierno de Bombay para explorar Somalilandia. Su ambición era penetrar a través de las montañas hasta el curso superior del Nilo. Cuando aún se encontraba cerca del puerto de Berbera resultó herido en un ataque y tuvo que regresar a Adén. De esta fallida expedición publicó los resultados en sus Primeros pasos en el África Oriental. Se trata de uno de sus más emocionantes y más característicos libros, pleno de saber, observación y humor.
En el verano de 1860 atravesó Norteamérica, con el particular objetivo de estudiar a los mormones en Salt Lake City. Esto dio como resultado un libro, The City of the Saints (La ciudad de los santos, 1861), que se caracteriza por su lenguaje sumamente sencillo. Burton pasó cuatro años en la costa occidental de África, "la tumba del hombre blanco". Su jurisdicción se extendía por unas seiscientas millas a lo largo de los golfos de Biafra y Benín, incluyendo la desembocadura del Níger, pero sus exploraciones se extendieron más allá de su jurisdicción consular. Fue el primero en escalar las montañas de Camerún y en advertir su valor como "sanatorio" para los europeos. Remontó el río Congo hasta las cataratas de Yellala. Visitó la colonia francesa de Gabón, entonces famosa por las narraciones de Du Chaillu, pero fracasó en su ambición de atrapar un gorila. También rindió visitas a Abeokuta y Benín, donde buscó en vano los huesos de Belzoni. Dos veces fue a la capital del Reino de Dahomey, la segunda en misión oficial del Gobierno británico. Algunos reportes de lo que hizo y vio pueden leerse en media docena de libros: Andanzas por África Occidental (1863, 2 volúmenes), Abeokuta y los Camerunes (también de 1863, 2 volúmenes), Una misión ante Glele, rey de Dahomey (1864, 2 volúmenes), Ingenio y sabiduría del África Occidental (1865), y La tierra de los gorilas, o las cataratas del Congo (1875, 2 volúmenes).
Su período de cuatro años en Sudamérica (1865-69) dio como resultado dos libros: Exploraciones de las tierras altas del Brasil (1869, 2 volúmenes) y Cartas desde los campos de batalla del Paraguay (1870). Estudió las antigüedades etruscas de Bolonia; visitó las regiones de Sind y Goa, y los yacimientos auríferos del Madián y de la Costa de Oro. Y cada una de estas expediciones tiene su historial en un libro. En 1876 apareció La Bolonia etrusca: un estudio; en 1877 Sind revisitada; en 1878 Las minas de oro del Madián; en 1879 La tierra del Madián revisitada (3 volúmenes), y en 1883 A por el oro de la Costa del Oro (2 volúmenes). Ninguno de ellos tenía más que un interés pasajero. Burton no poseía el donaire estilístico o imaginativo que otorga la inmortalidad a un libro de viajes.
Considerando únicamente sus exploraciones, pocos han atravesado una extensión mayor de lugares ignotos de la Tierra, y ninguno con ojos más observadores. Sus logros como escritor resultan casi tan notables. Su producción total asciende a más de cincuenta volúmenes, algunos de dimensiones considerables. Aunque no todos son literatura, todos ellos representan el trabajo duro y son el producto de una mente original. Detrás del viajero y el escritor emerge la figura de un hombre que se atrevió a ser siempre fiel a sí mismo.
Laurence Oliphant (1829-1888) fue un viajero, aventurero, diplomático ocasional y escritor. Sus viajes incluyen, además de los países continentales, las costas del Mar Negro, la región de Circasia, donde fue corresponsal de The Times, América, China y Japón. Estuvo en la Guerra de Crimea, en la sublevación india, en la guerra de China, en las operaciones militares de Garibaldi y en la insurrección polaca. Oliphant fue un autor prolífico y versátil, que publicó libros de viajes, novelas y obras sobre misticismo. Pasó una agradable temporada en Nepal, y conoció tantas novedades que le dieron para poder escribir su primer libro, Un viaje a Katmandú (1852). Abandonó sus estudios de Derecho y se marchó de viaje a Rusia. El resultado de esa gira fue su libro sobre Las costas rusas del Mar Negro (1853). Ideó un proyecto para colonizar Palestina con judíos, y a principios de 1879 marchó a Oriente para estudiar el país y tratar de obtener una concesión del gobierno turco. Un relato de su viaje se encuentra en La tierra de Galaad, con excursiones por el Líbano (1880). Describió su viaje a Egipto (invierno de 1881) en La tierra de Khemi: río arriba y río abajo por el curso medio del Nilo (1882). Escribió una serie de textos en el Blackwood's, publicados en 1887 como Episodios de una vida de aventuras, que describen su carrera inicial con gran espíritu. Otras obras suyas: Minnesota y el Lejano Oeste (1855), La campaña de Transcaucasia (1856), Patriotas y filibusteros (una narración de aventuras en el Sur de Estados Unidos, 1860), Narración de una misión a China y Japón (1857-59).
Sir John Bowring (1792-1872), lingüista, escritor y viajero, declaró que uno de los períodos más interesantes de su vida pública fue su visita a Siam en 1855. En 1857 Bowring publicó un relato de sus viajes y experiencias en Siam bajo el título de The Kingdom and People of Siam (El reino y el pueblo de Siam).
En 1857, el explorador misionario David Livingstone (1813-1873) publicó sus Missionary Travels. Tras unos años en África, en Inglaterra publicó su segundo libro, El Zambeze y sus afluentes (1865). De nuevo en África, organizó una expedición a la cuenca del Nilo, descubrió el lago Bangweulu, exploró el país de los caníbales, soportando terribles sufrimientos y peligros, de los que fue rescatado justo a tiempo por H. M. Stanley. Su último viaje lo emprendió para descubrir las fuentes del Nilo, pero resultó ser fatal, ya que murió en una aldea en Ilala. Sus escritos son exposiciones austeras y sin adornos de su labor y sus experiencias. Se cuenta entre los más grandes exploradores y filántropos. El diario que mantuvo fue publicado como el Último diario de David Livingstone en África central (1874).
Como funcionario público, el novelista Anthony Trollope (1815-1882) fue destinado en el otoño de 1858 a una misión en las Indias Occidentales, que daría origen a sus aportaciones a la literatura de viajes. La expedición dio como resultado Las Indias Occidentales y las posesiones continentales españolas (1859), un libro de viajes sumamente entretenido, considerado por el autor como su mejor obra en este género. En 1862 visitó los Estados Unidos; el relato de su viaje, titulado Norteamérica (1862), es menospreciado por el propio autor, pero resultó eminentemente útil en su momento para ayudar a orientar a la opinión pública inglesa hacia un cauce correcto en su relación con América. Posteriormente visitó Australia y Nueva Zelanda (1871-72), y Sudáfrica (1878), produciendo libros sobre estos países más fecundos en instrucción que en entretenimiento.
El historiador William Hepworth Dixon escribió numerosos libros de viajes. En 1863, Dixon viajó al Oriente Próximo y, a su regreso, contribuyó a fundar la Fundación para la Exploración de Palestina. En 1865 publicaría The Holy Land (La Tierra Santa), una pintoresca guía de Palestina. En 1866, Dixon viajó a través de los Estados Unidos, llegando hacia el Lejano Oeste hasta Salt Lake City, y en 1867 publicó La nueva América. Alcanzó ocho ediciones en Inglaterra, tres en Estados Unidos y varias en Francia, Rusia, Países Bajos, Italia y Alemania. En la última parte del año 1869 viajó durante algunos meses por el Norte, dando cuenta de su periplo en Free Russia (1870). El año 1871 lo pasó en su mayor parte en Suiza, y a principios de 1872 publicó The Switzers (Los suizos). En septiembre de 1874 viajó por Canadá y los Estados Unidos. El resultado lo daría en marzo de 1875 con The White Conquest (La conquista blanca). En la última parte del año 1875 viajó una vez más a Italia y Alemania. Durante el año siguiente, escribió The Way to Egypt (El camino a Egipto) en el Gentleman's Magazine. Antes de finalizar 1878 visitó la isla de Chipre. British Cyprus (El Chipre británico) se publicó en 1879.
A Sir Samuel White Baker (1821-1893), explorador, naturalista, cazador, ingeniero, escritor y militante abolicionista, se le recuerda principalmente como explorador de las fuentes del Nilo y del interior del África Central, y como descubridor del gran lago Alberto. Durante su residencia en la isla de Ceilán publicó, como resultado de numerosas y aventureras expediciones de caza, El rifle y el perro de caza en Ceilán (1853), y dos años más tarde Ocho años de andanzas en Ceilán (1855). El descubrimiento del Albert Nyanza fue la hazaña más notable lograda en la carrera aventurera de Baker; la labor de Speke y Grant quedaba así completada, y las fuentes del Nilo liberadas del misterio. Aunque quedaría para Stanley el descubrimiento (15 de diciembre de 1887) del tercer lago y la corrección del reporte relativo a la extensión del Albert Nyanza hacia el sur, el nombre de Baker siempre estará asociado con la solución del problema de las fuentes del Nilo. Publicó su relato de la expedición, titulado El Albert Nyanza, la Gran Cuenca del Nilo y la exploración de las fuentes del Nilo, en 1866, y la obra se hizo inmediatamente popular. En 1867 publicaría Los afluentes del Nilo en Abisinia; ambos libros alcanzarían rápidamente varias ediciones. Publicó su relato de la expedición al África Central bajo el título de Ismailia (1874). Chipre, tal como la vi en 1879 fue el resultado de una visita a dicha isla. En líneas generales, sus libros, que versan todos sobre viajes y actividades lúdicas, están bien escritos.
Una de las obras más valiosas del poeta, crítico, novelista y dramaturgo Robert Williams Buchanan (1841-1901) es La tierra de Lorne (dos volúmenes, 1871), un vívido recuerdo de sus experiencias de navegación por la costa oeste de Escocia. En la misma época, el alpinista y explorador Edward Whymper (1840-1911), conquistador del Matterhorn, del Chimborazo y del Cotopaxi, consignó sus experiencias en dos grandes libros: Scrambles among the Alps (Escaladas en los Alpes, 1871) y Travels among the Great Andes (Viajes por los Grandes Andes, 1892).
En 1872, Peter Egerton-Warburton (1813-1889) fue elegido por el gobierno de Australia Meridional para comandar una expedición de exploración destinada a establecer una comunicación terrestre entre dicha colonia y Australia Occidental. Cuando el gobierno abandonó el proyecto y éste fue retomado por dos colonos con vocación cívica, Thomas Elder y Walter Hughes, Warburton fue nombrado al mando. Partió de Adelaida el 21 de septiembre de 1872, viajando primero hacia el norte. La particularidad de esta expedición fue el uso frecuente de camellos. Tras numerosos contratiempos, el 11 de diciembre de 1873 llegaron al río Oakover en Australia Occidental, y el 30 de diciembre fueron socorridos por colonos de Raeburn, adonde llegaron el 26 de enero de 1874. Fueron recibidos con entusiasmo en Perth y Albany. Habían sido necesarios nueve meses y medio para concluir el terrible viaje de novecientas millas. En 1875, Warburton publicó su Journey across the Western Interior of Australia … with Introduction and Additions by C. M. Eden … Edited by H. W. Bates (Viaje por el interior occidental de Australia, con introducción y aportaciones de C. M. Eden, editado por H. W. Bates.
Por su parte, Lady Isabel Burton (1831-1896), esposa de Richard Francis Burton, fue su secretaria y su ayudante de campo, pero también publicó sus propias obras. Inner Life of Syria (La vida secreta de Siria) (2 volúmenes, 1875) y Arabia, Egypt, India (Arabia, Egipto y la India, 1879) son en su mayor parte obra suya, con contribuciones de su esposo.
La observación y ese vagabundeo siempre alerta de George Borrow se repiten de nuevo a finales de siglo en las obras de Richard Jefferies (1848-1887). La tradición de Gilbert White (autor de Historia natural y antigüedades de Selborne, 1789) fue continuada por este naturalista y novelista sureño en sus principales obras. En 1877 adquirió definitivamente categoría de autor popular con Gamekeeper at Home (El guardabosque en su hogar), reedición de una serie de textos notables inicialmente publicados en el Pall Mall Gazette. Ciertamente, a la vez que interpretaba la naturaleza como un poeta, la había estudiado como un naturalista, no solo acumulando datos con minuciosa observación, sino registrándolos con una precisión casi dolorosa en los diarios de los cuales Mr. Besant ha dado muestras. Su amor por los detalles y su facultad para extraer la belleza poética de ellos son exhibidos aún más sorprendentemente en su siguiente libro, Wild Life in a Southern County (Vida agreste en un condado del Sur, 1879), que también apareció inicialmente en forma de artículos en el Pall Mall. Estas dos obras están repletas de observaciones minuciosas y descripciones vívidas de la vida en el campo. La primera de ellas consiste en una serie de escritos en prosa sobre la base de la amistad del autor con el guarda de la finca rural en la que aquél pasó su infancia. Por su parte, en Vida agreste…, obra en la que Jefferies vuelve a su Wiltshire natal, toda la vida rural de la comarca, animal y humana, y todas las características locales de la naturaleza inanimada, y el nuevo mundo creado por la fusión de ambos conceptos, son representados en un paisaje con figuras exquisitamente matizado e infinitamente variado, provisto por su unidad esquemática de un marco definido y adecuado. Esta coherencia hace que Vida agreste… sea muy superior a sus posteriores obras del mismo género, como The Amateur Poacher (El furtivo aficionado, 1880); Round About a Great Estate (En derredor de una vasta finca, 1881); The Life of the Fields (La vida en los campos, 1884); The Open Air (Aire libre, 1885), etc. Con la excepción de Red Deer (El ciervo rojo, 1884), una descripción de Exmoor, donde la unidad de localizaciones conduce de nuevo a la unidad de intereses, estas obras resultan demasiado inconexas, si bien las descripciones individuales son tan hermosas y certeras como siempre. En los pocos años que Jefferies invirtió en escribir estas obras en prosa, su habilidad literaria se desarrolló rápidamente: El furtivo aficionado, en particular, es considerado como un gran avance con respecto a sus trabajos anteriores, el primero en el que el autor se acerca al tema autobiográfico que está detrás de sus mejores obras.
Al igual que George Borrow, con quien tiene mucho en común, Jefferies es un escritor de un tipo perfectamente original, y al mismo tiempo intensamente inglés. Gran parte de lo mejor de su obra puede ser emulado o superado, pero él resulta incomparable, salvo por Shelley, por la fusión de la máxima intensidad de pasión con su máxima pureza, y por la elocuente expresión del mero éxtasis de vivir, del goce de la existencia al aire libre y a la luz clara en medio de hermosos paisajes. En su propio estilo, consistente en representar con un intenso sentido de la naturaleza todos los elementos del país y de la vida agreste, vegetal y animal, que sobrevive frente a la civilización moderna, pocos han igualado a Jefferies.
Por razones de salud, Robert Louis Stevenson tuvo que hacer frecuentes viajes, y en ellos recogió la documentación y obtuvo las experiencias que se condensan en sus narraciones An Inland Voyage (Viaje hacia el interior, 1878) y Travel with a Donkey in the Cévennes (Viajes con un asno por los Cévennes, 1879). En 1876 acompañó a Sir Walter Simpson en un viaje en canoa por Bélgica y Francia descrito en The Inland Voyage (Un viaje al continente). Se trata de su primer libro publicado, y está escrito con una agradable, imaginativa veta humorística y reflexiva, pero con un estilo tal vez demasiado amanerado. Por su parte, Travels with a Donkey in the Cevennes describe sus excursiones por el macizo de las Cévennes, en el centro-sur de Francia, durante el otoño de 1878.
En 1892 se publicó Across the Plains, un volumen recopilatorio de ensayos, que venían precedidos por la narración de su viaje como emigrante desde Nueva York hasta San Francisco, sumamente revisada y condensada a partir del borrador original de 1879.
En agosto de 1889, el periodista y poeta Sir Edwin Arnold (1832-1904) emprendió con su hija, Katharine Lilian, un largo viaje centrado principalmente en la costa del Pacífico y Japón. Como turista pintoresco en libros como India Revisited (1886), Seas and Lands (1891), Wandering Words (1894) y East and West (1896) (estudios de Egipto, India y Japón), tenía pocos rivales. Su primera visita a Japón se repetiría con frecuencia, y quedó fascinado por el aspecto artístico y social de la vida japonesa. Sus escritos sobre Japón ―Seas and Lands [Mares y tierras] (1891) y Japonica (1892)― contribuyeron a difundir en Inglaterra una visión optimista del progreso y la cultura japoneses.
En 1883, el teólogo Henry Drummond (1851-1897) emprendió una visita a la región meridional del África ecuatorial. Su misión era realizar una exploración científica, y especialmente geológica, de la región de los lagos Nyasa y Tanganica para la African Lakes Corporation. Zarpó en junio de 1883 y pasó por Zanzíbar y Mozambique. Volvería con un valioso informe sobre la gran región administrada por la Compañía, y también mantuvo un completo diario, del que extrajo los materiales para su admirablemente escrito esbozo Tropical Africa (El África tropical, 1888), que describía el carácter general del país y la condición de sus nativos, con uno o dos capítulos sobre historia natural y sobre los problemas económicos que en sí mismos se presentaban a su mentalidad. Regresó pasando por Ciudad del Cabo en abril de 1884.
Todas estas obras no son sino una pequeña parte de una literatura copiosa y fascinadora sobre viajes, la cual constituye uno de los primeros méritos de la época victoriana y de la nuestra.

## Filología y traducción
El arabista Edward William Lane (1801-1876) precedió a Richard Francis Burton como traductor de Las mil y una noches (1838-40). Su traducción, publicada por entregas mensuales, ilustradas con xilografías basadas en dibujos de William Harvey, estaba diseñada para hacer del libro una especie de enciclopedia de las costumbres orientales. La traducción en sí misma es una prueba admirable de erudición, pero se caracteriza por un manierismo un tanto artificial, que no es igual de apropiado para todas las partes del "multicolorido" original. El carácter de algunos de los cuentos y las tediosas repeticiones de un mismo tema en la colección árabe indujeron a Lane a dejar sin traducir partes considerables de la obra. El valor de su versión se ve incrementado por las exhaustivas notas sobre la vida y costumbres mahometanas. Esta fue la primera versión fiel de los célebres relatos árabes. El tono oriental, que se había perdido en versiones anteriores, basado en la paráfrasis francesa de Galland, está fielmente reproducido. La obra está enriquecida con numerosas notas, fruto del conocimiento personal del traductor de la vida musulmana y de su amplio conocimiento de la literatura árabe, y forma una especie de enciclopedia de costumbres y creencias musulmanas.
Lane dedicó los últimos veintisiete años de su vida a meditar y traducir sus materiales árabes en forma de un gran tesauro del conocimiento lexicográfico de los árabes. La que estaba destinada a ser la gran obra de su vida, su Léxico árabe, quedó inconclusa a su muerte, pero fue completada por su sobrino nieto, el profesor Stanley Lane-Poole. En vida del autor aparecieron cinco partes (1863-74). Incluso en su imperfecto estado el Léxico es un monumento perdurable. La importancia del diccionario fue instantáneamente apreciada por los orientalistas de Europa, y el Léxico se convirtió de inmediato en indispensable para los estudiantes de árabe.
George Webbe Dasent (1817-1896), erudito escandinavista, marchó a Estocolmo en 1840 como secretario del enviado británico, Sir Thomas Cartwright. El estímulo de Jacob Grimm lo llevó a interesarse por la literatura y la mitología escandinavas, y de sus cuatro años de estancia en Estocolmo data su devoción por el estudio de las sagas, que alentaría toda su carrera. En 1842 aparecieron los primeros frutos de su labor en este campo, tomando la forma de una versión de The Prose or Younger Edda (La Edda prosaica o menor); y al año siguiente apareció su Gramática de la lengua islandesa o nórdica antigua, a partir del original en sueco de Rasmus Rask. Además de su intensa labor periodística, trabajó con asiduidad en traducciones del noruego. De este modo, el primero de los relatos que tradujo apareció en Blackwood's Magazine en noviembre de 1851, y la edición recopilatoria en 1859 con un elaborado ensayo introductorio, que Dasent consideró su mejor obra. Ya en 1843 había concebido la idea de dar un toque inglés a la saga de Njál, que completó y publicó en 1861, con valioso material introductorio aportado por G. Vigfússon. En 1866 se publicó Gisli the Outlaw (Gisli el forajido), su mejor traducción al islandés, y en 1874 le seguiría una segunda serie de relatos populares titulada Tales from the Fjeld; The Story of Burnt Njál despertó un interés permanente por la literatura islandesa. En 1892 fechó su última obra, una magistral traducción para la «Rolls series» de The Orkneyinga's Magnus and Hacon's Sagas, llevada a cabo en 1894 con la ayuda de su hijo mayor.
Theodore Martin (1816-1909) y William Edmondstoune Aytoun (1813-1865) trabajaron juntos en una serie de traducciones que aparecieron en el Blackwood's Magazine en 1843-44, y fueron publicadas de forma conjunta en 1858 con el título de Poems and Ballads of Goethe (Poemas y baladas de Goethe). La labor de Martin como traductor resultó ser particularmente versátil. Con posterioridad publicaría una versión del drama lírico del poeta danés Henrik Hertz, La hija del rey René. Empleó sus energías en la poesía alemana con un éxito más acusado. En noviembre de 1850 había publicado en el Dublin University Magazine una traducción del Prometeo de Goethe, y en 1865 publicó una versión de la Primera parte de Fausto. La Segunda parte llegaría en 1886. La Primera parte fue reeditada en numerosas ocasiones, y alcanzaría su novena edición en 1910. Sus traducciones hechas a partir de originales en danés o alemán de los dramas románticos Correggio (1854) y Aladino o la lámpara maravillosa (1857), de Oehlenschläger, incrementaron la fama del poeta danés en Inglaterra. En 1860 apareció la traducción métrica de Martin de las Odas de Horacio, que, como todas las versiones de poesía latina de Martin, resulta más fluida que académica. Esta obra quedaría incorporada con posterioridad a sus Obras de Horacio (2 volúmenes, 1882). Una traducción poética de Catulo fue publicada en 1861: Catullus, with Life and Notes (Catulo, con biografía y notas). Después vendrían las traducciones de la Vita nuova de Dante y de la primera parte del Fausto de Goethe. Una traducción métrica de la segunda parte de Fausto apareció en 1866. En 1878 apareció la traducción de Martin de los Poemas y baladas de Heine. En 1882 sus trabajos horacianos concluyeron con una traducción de las obras completas del poeta, con una biografía y notas, en dos volúmenes. En 1889 apareció «The Song of the Bell» y otras traducciones de Schiller, Goethe, Uhland y otros, una antología de poesía lírica alemana moderna. El traductor no elude ninguna dificultad métrica o de otro tipo, pero en la ejecución hay una falta de precisión y acabado. Una enérgica traducción de Der Fechter von Ravenna (1854) de Friedrich Halm (barón von Münch-Bellighausen), un tipo esencialmente teatral de drama romántico alemán, fue impresa para difusión privada. Sería reeditada en 1894 junto con Madonna Pia (basada en La Malaria del marqués de Belloy, de 1853), La hija del rey René y The Camp. La versión en inglés de Martin ―una de tantas― de El campamento de Wallenstein de Schiller (Blackwood's Magazine, febrero de 1892), aunque plena de energía y regocijo, carece de la atmósfera solemne del original. Su traducción de los libros I-VI de la Eneida aparecería en la tardía fecha de 1896. Sus diversas traducciones muestran una insólita receptividad mental.
Si bien debe su fama a su condición de poeta de Dorsetshire, el clérigo y filólogo William Barnes (1801-1886) desarrolló sus estudios principales en el ámbito de la filología ―en 1829 publicó un Glosario etimológico de palabras inglesas de origen extranjero―. Sus obras filológicas, originales y sugestivas, valiosas a pesar de sus excentricidades, incluyen: Se Gefylsta: An Anglo-Saxon Delectus (1849), Philological Grammar (1854), Tiw, or A View of Roots (1862), A Grammar and Glossary of the Dorset Dialect (1864), An Outline of English Speech-Craft (1878) y A Glossary of the Dorset Dialect (1886). Tiw es el más notable de sus estudios filológicos, en el cual se discuten las raíces teutónicas del idioma inglés.
Las traducciones que hizo el pintor y poeta Dante Gabriel Rossetti (1828-1882) de los primitivos poetas italianos comenzaron ya en 1845 o 1846, y podrían haber estado prácticamente terminadas para 1849. De los primitivos italianos aprendió misticismo y exquisitez, y esto se confirmó en sus delicadas traducciones de los primitivos poetas toscanos, especialmente de la Vita nuova de Dante. The Early Italian Poets (Primitivos poetas italianos, 1861) y Dante and His Circle (Dante y su círculo, 1874) constituyen una escrupulosa selección de traducciones de Dante Alighieri (que incluye la Vita nuova y varios sonetos y poemas) y de sus antecesores y contemporáneos. The Early Italian Poets fue saludada con entusiasmo por Coventry Patmore y otros excelentes expertos. La obra fue reeditada en 1874 bajo el título de Dante and his Circle, with the Italian Poets preceding him: a collection of Lyrics, edited and translated in the original metres. El libro es un jardín de encantadora poesía, impregnada de espíritu italiano. Los mayores éxitos están logrados en las composiciones aparentemente más difíciles de reproducir, las ballate y las canzoni.
John Stuart Blackie (1809-1895), académico y hombre de letras escocés, dedicó su vida a la docencia ―fue profesor de latín en Aberdeen (1841-52) y de griego en Edimburgo (1852-82)― y a la traducción de obras clásicas ―si bien la primera obra que tradujo fue Fausto, que obtuvo la aprobación de Carlyle―. Desde el principio, sus clases magistrales sobresalieron por el singular entusiasmo con el que trataba de revitalizar el estudio de los clásicos; y su creciente reputación, sumada a la expectación levantada por una traducción de Esquilo que publicó en 1850, condujeron a su nombramiento en 1852 para la cátedra de Griego en la Universidad de Edimburgo. Era algo errático en sus métodos, pero sus conferencias fueron el triunfo de una personalidad influyente. Un viaje a Grecia en 1853 inspiró su ensayo Sobre el idioma vivo de los griegos, uno de sus temas favoritos, especialmente en sus últimos años. Su actividad literaria fue incesante, sus obras consisten en traducciones de Esquilo y de la Ilíada, entre otras muchas.
Poeta, traductor e hispanista, desde 1850 Edward FitzGerald (1809-1883) dedicó su vida al estudio de las lenguas española y persa y de sus correspondientes literaturas. A sus estudios de lengua y literatura españolas se debe la traducción de ocho dramas de Calderón, versiones muy libres escritas en prosa o en verso blanco. En 1853 sacó a la luz el único libro al que vinculó su nombre, Six Dramas of Calderon, freely translated by Edward FitzGerald [Seis dramas de Calderón, traducidos libremente por Edward FitzGerald] ―que contenía seis dramas menores―, y en 1865 se publicaron las traducciones de El mágico prodigioso y La vida es sueño. Estas traducciones nunca han pretendido ser fieles reproducciones de los originales. Más bien tenían la intención de producir, en alguien que no pudiera leer el lenguaje del que fueron traducidos, algo del mismo efecto que el que transmiten los originales a los que están familiarizados con aquél. Sus estudios persas lo llevaron primero a traducir en 1856 el Salámán y Absál de Jami. Después de esto se sintió atraído por el Mantiq al Tayr de Attar, y en 1859 había hecho del mismo una especie de traducción abreviada, a la que llamó El Lenguaje de los pájaros.
También tradujo el Agamenón de Esquilo, que primero fue publicado de manera privada sin fecha, y posteriormente lo fue de forma anónima en 1876. Un año o dos antes de su muerte completó en la misma pauta una traducción del Edipo rey y el Edipo en Colono de Sófocles.
Durante su estancia en la India (1856-61), donde trabajó como director de una escuela universitaria en Pune, Sir Edwin Arnold estudiaría las lenguas orientales y dominaría no solo las de la India, sino también el turco y el persa. Una exitosa traducción de The Book of Good Counsels: From the Sanskrit of the Hitopadesha [Libro de los buenos consejos: a partir del «Jitopadesa» en sánscrito], con atractivas ilustraciones de Harrison Weir (1861), demuestra su rápida atracción por los estudios orientales.
Arnold publicó también (en 1869) una narración popular, con pasajes traducidos, de The Poets of Greece [Los poetas de Grecia].
Entre sus traducciones se cuentan Political Poems by Victor Hugo and Garibaldi [Poemas políticos de Víctor Hugo y Garibaldi] (con las iniciales E. A.) (1868); Hero and Leander [Hero y Leandro] (1873), una traducción en verso heroico del original griego de Museo; The Indian Song of Songs from the Jayadeva [El Cantar de los Cantares hindú de Yaiádeva] (1875), consistente en una paráfrasis métrica del sánscrito del Gita Govinda de Yaiádeva; Indian Poetry [Poesía hindú] (1881); Indian Idylls from the Mahabharata [Idilios hindúes del Majabhárata] (1883 y 1885); The Chaura panchasika [Caurapañcāśikā] (1896); las partes I a IV del Sa'di's Gulistan [El «Gulistán» de Saadi] (1899). También fue autor de A Simple Transliteral Grammar of Turkish [Gramática transliteral sencilla del turco] (1877).
Durante una breve estancia en París y Ginebra, Augusta Webster (1837-1894) adquirió un profundo conocimiento del francés. Estudió griego para ayudar a su hermano menor y, con posterioridad, aprendió italiano y español. Mrs. Webster publicó en 1866 una traducción literal al inglés del Prometeo encadenado de Esquilo. No era una erudita griega, pero sus traducciones ―en 1868 apareció la Medea de Eurípides― recibieron elogios de los académicos y demostraron que era una estudiosa entusiasta de la literatura griega. Sus puntos de vista sobre la traducción pueden encontrarse en dos excelentes ensayos publicados en The Examiner, titulados The Translation of Poetry y A Transcript and a Transcription. Este último es una reseña del Agamenón de Browning.
En 1875, el poeta William Morris (1834-1896) llevó a cabo una traducción en verso de la Eneida de Virgilio, que resulta interesante más por su singularidad que por cualquier fidelidad al espíritu del original. En 1887 publicó su traducción de la Odisea, que poseía muchas de las cualidades y defectos de su Eneida, y resulta mucho más interesante como experimento que valiosa como «réplica homérica».
Richard Francis Burton escribió una traducción y una biografía de Camões, una traducción absolutamente literal de Las mil y una noches, anotada y comentada (1885-86), entre sus numerosas obras. Su traducción de Las mil y una noches es notable por el conocimiento enciclopédico de la vida musulmana, y en la biografía de Camões y la traducción de Los lusiadas aprovechó sus incomparables conocimientos sobre los lugares que menciona el poeta.

## Biografía
John Forster (1812-1876) destacó en el género biográfico con obras como Statesmen of the Commonwealth of England (1836-39), Life of Goldsmith (1854), Biographical and Historical Essays (1859), Sir John Eliot (1864), Live of Walter S. Landor (1868) y Charles Dickens (1871-74). También dejó el primer volumen de una biografía de Swift.
Las hermanas Elizabeth (1794-1875) y Agnes Strickland (1796-1874) consideraron que las biografías históricas de las reinas de Inglaterra podrían resultar útiles. Las dos hermanas proyectaron un libro juntas, bajo el título de Memorias de las reinas de Inglaterra desde la conquista normanda. Finalmente, las Strickland cambiaron su título por el de Vidas de las reinas de Inglaterra, y el primer y segundo volúmenes aparecieron puntualmente en 1840. El nombre de Agnes aparecía como única autora en la portada; las autoras obtuvieron una escasa remuneración, a pesar de que el libro se vendió bien.
Strickland basó su Vidas de las reinas siempre que fue posible en registros oficiales inéditos, en cartas contemporáneas y en otros documentos privados. El último de los doce volúmenes de la primera edición de las Vidas de las reinas apareció en 1848.
James Spedding (1808-1881) se dedicó desde 1841 al estudio de Bacon, que fue su principal ocupación durante más de treinta años. En 1847 acordó con Robert Leslie Ellis y D. D. Heath lanzar al mercado una edición completa de Bacon. Las obras de Bacon fueron publicadas en siete volúmenes entre 1857 y 1859, y los siete volúmenes de Vida y correspondencia aparecieron entre 1861 y 1874. La obra es un modelo insuperable de edición minuciosa y erudita.
En 1846 el historiador escocés John Hill Burton (1809-1881) logró una sólida distinción literaria por su biografía de Hume, ayudado por la enorme cantidad de material inédito legada por el sobrino de Hume a la Royal Society de Edimburgo. Era una gran oportunidad, y si bien la insuficiencia imaginativa de Burton desmejoraba el vigor de su retrato de Hume como hombre, ha mostrado una adecuada comprensión de él como pensador, y tiene derecho a una especial reputación por su reconocimiento de la originalidad de Hume como economista. Al año siguiente (1847) produjo sus entretenidas biografías de Lord Lovat y Duncan Forbes.
La Vida de William Penn escrita por William Hepworth Dixon fue publicada en 1851. En 1852, Dixon publicó una biografía de Robert Blake, almirante y general del mar, basada en documentos privados y públicos. Gozó de mayor éxito entre el público que entre los historiadores serios. En 1854, Dixon comenzó sus investigaciones referentes a Francis Bacon, Lord Verulam. Publicó en el Athenæum (enero de 1860) cuatro artículos en los que criticaba la Vida de Bacon de Campbell. Éstos fueron ampliados y reeditados en 1861 bajo el título de Historia personal de Lord Bacon a partir de documentos inéditos. Por separado publicaría un volumen más elaborado titulado Historia de la vida de Lord Bacon (1862). Los libros de Dixon sobre Bacon gozaron de gran popularidad tanto en su país como en el extranjero, pero no han sido muy valorados por los investigadores posteriores. En general, las biografías escritas por Dixon recibieron críticas un tanto severas por parte de las autoridades competentes. En 1872, Dixon escribió la parte principal de su Historia de dos reinas (referida a Catalina de Aragón y Ana Bolena). La obra ocupaba cuatro volúmenes, de los cuales los dos primeros fueron publicados en 1873, conteniendo la vida de Catalina de Aragón, y los otros dos en 1874, conteniendo la vida de Ana Bolena. Como escritor fue siempre enérgico y, por consiguiente, popular, pero en su obra abundan las imprecisiones y los conceptos erróneos.
Aparte del teatro, las principales contribuciones de Tom Taylor (1817-1880) a la literatura son sus biografías de pintores, a saber: Autobiografía de B. R. Haydon (1853); Autobiografía y correspondencia de C. R. Leslie, Académico Real (1860); y Vida y época de Sir Joshua Reynolds (1865).
George Henry Lewes (1817-1878) escribió artículos, ensayos y obras científicas. Con mucho, su obra más importante, sin embargo, es su Vida y obra de Goethe (1855), que en el tema tratado sigue siendo la obra de referencia en lengua inglesa, y que a finales del siglo XIX superó, en su traducción al alemán, las dieciséis ediciones. Ha sido ampliamente aceptada, a pesar de cierto recelo nacionalista en Alemania. Muestra las virtudes características del autor: lúcido juicio, crítica independiente e infatigable vivacidad. Los idólatras de Goethe estaban, por supuesto, insatisfechos, y la predisposición general de Lewes contra el estilo alemán y su aversión por lo místico y lo alegórico pueden inhabilitarlo para una adecuada apreciación de ciertos aspectos del genio de Goethe. El libro, sin embargo, posee virtudes que muy pocas veces han sido igualadas en obras similares, y conserva su lugar en la literatura inglesa.
En agosto de 1850, durante una visita a los Lagos, Elizabeth Gaskell (1810-1865) entabló amistad con Charlotte Brontë. En algún momento después de la muerte de Miss Brontë (31 de marzo de 1855), Mrs. Gaskell consintió, ante la urgente petición del señor Brontë, en emprender la biografía de su hija. A lo largo de 1856 se mantuvo ocupada con la biografía, entregándose a la obra con la mayor asiduidad, y sin escatimar esfuerzos para asegurar la precisión en sus testimonios y descripciones. En la primavera de 1857 el libro estuvo por fin listo para su publicación: The Life of Charlotte Brontë (Vida de Charlotte Brontë), en dos volúmenes. Esta biografía, por su vívida presentación de la triste, melancólica y verdaderamente trágica historia de las tres hermanas Brontë, extendió considerablemente el interés por sus escritos y dio a su autora un lugar importante entre los biógrafos ingleses.
Samuel Smiles se sintió atraído por el estudio y la escritura de biografías, en las que asentaría su mayor reputación, por la creencia optimista de que los ejemplos concretos de hombres que habían logrado grandes resultados con sus propios esfuerzos mostraban mejor la verdadera dirección y meta del progreso social e industrial. Tras la muerte en 1848 de George Stephenson, Smiles convenció al hijo de Stephenson, Robert, para que le permitiera escribir una biografía completa. El libro apareció en junio de 1857 y fue recibido con entusiasmo; se vendieron 2.500 ejemplares antes de septiembre y 7.500 en un año. Una reedición estadounidense apareció en Boston en 1858. En 1864 se alcanzaría la cifra de 18.000 copias, y en 1859 se publicó un compendio. La biografía mantendría plenamente su popularidad en los años subsiguientes, y fue precursora de una serie de biografías de líderes en el mundo de la industria. En 1861-62 escribió Lives of the Engineers (Vidas de ingenieros) (en 3 volúmenes); en 1863 Industrial Biography: Iron Workers and Tool Makers (Biografías fabriles: trabajadores del hierro y fabricantes de herramientas); y en 1865 Lives of Boulton and Watt (Vidas de Boulton y Watt). Todos estos libros fueron reeditados en 1874 en 5 volúmenes bajo el título unitario de Lives of the Engineers (Vidas de ingenieros). Smiles tuvo pleno acceso a las fuentes manuscritas, y sus libros son contribuciones de referencia a la literatura biográfica inglesa. En 1868 se publicaron traducciones al francés de todos los volúmenes. En 1878 publicó una biografía del filántropo George Moore, tarea que emprendió de mala gana, pero que sería más popular que cualquiera de sus publicaciones posteriores. En 1884 aparecería una compilación complementaria, Men of Invention and Industry (Inventores e industriales). Publicó también otras obras biográficas, como Life of Thomas Telford (Vida de Thomas Telford, 1867), Life of a Scotch Naturalist (Vida de un naturalista escocés) (Thomas Edward) (1876), Robert Dick (1878), A Publisher and his Friends (Un editor y sus amigos) (historia de la empresa de John Murray) (1891), etc.
A finales de la década de 1840, Isaac Taylor pasó con mucho gusto de la controversia patrística y la disquisición filosófica a la biografía eclesiástica, produciendo dos competentes estudios críticos sobre Loyola and Jesuitism in its Rudiments (Loyola y el jesuitismo en sus rudimentos) (Londres, 1849) y Wesley and Methodism (Wesley y el metodismo) (Londres, 1851).
La obra magna del biógrafo e historiador escocés David Masson (1822-1907) es su monumental Vida de John Milton (en 6 volúmenes, 1859-80), la biografía más completa de cualquier personaje inglés, que trata no solo de la vida personal del poeta, sino también de la historia, política, social y religiosa, de su tiempo. En esta obra descansa principalmente su reputación como biógrafo e historiador, y debe haber pocos competidores en este género y en cualquier literatura tan esmerados y minuciosos en la recreación del contexto de una gran carrera. El libro fue acogido con aprobación generalizada, y sigue siendo la referencia estándar. Masson también escribió una exhaustiva biografía de Drummond of Hawthornden (1873), y en 1874 reformuló y reeditó el asunto de un volumen de Ensayos biográficos y críticos que había publicado en 1856, con material añadido, en tres volúmenes independientes titulados Wordsworth, Shelley, and Keats; The Three Devils: Luther's, Milton's, and Goethe's y Chatterton: a story of the year 1770. Había conocido a De Quincey, con cuya biografía contribuyó en 1878 a la serie «English Men of Letters».
En 1867, Sir Theodore Martin fue requerido por la reina Victoria, para que escribiera la biografía del Príncipe Consorte. Martin aceptó el encargo con condiciones ―a saber, que debería tener las manos libres tanto en lo referente al tiempo como al modo de llevar a cabo la obra. El resultado sería Life of His Royal Highness the Prince Consort (Vida de Su Alteza Real el Príncipe Consorte). El primer volumen de esta célebre obra fue publicado en 1874, abarcando la narración hasta 1848. El segundo volumen, que apareció en 1876, trataba en gran parte de los ataques al Príncipe en la prensa y su vindicación en ambas cámaras del Parlamento. El tercer volumen, que cubría el período de la guerra de Crimea, fue publicado en diciembre de 1877, cuando las relaciones de Inglaterra con Rusia volvían a ser tensas. La sublevación en la India constituyó el trasfondo político del cuarto volumen de Martin (1879); y en 1880, la Vida del Príncipe Consorte concluyó con éxito con la publicación del quinto volumen. La biografía abunda en cartas y textos inéditos hasta entonces y supone una contribución especialmente valiosa a la historiografía diplomática del momento. Aunque la opinión sobre el Príncipe es muy benévola, el tono de Martin es esencialmente sincero y libre de adulaciones cortesanas.
Martin seguiría en la línea de su Vida del Príncipe Consorte con una segunda obra de biografía política, A Life of Lord Lyndhurst. From Letters and Papers in possession of his Family (Vida de Lord Lyndhurst. A partir de cartas y documentos en posesión de su familia, 1883). Se trata de un intento de corregir la desagradable impresión que Lord Campbell dio de Lyndhurst en Lives of the Chancellors (1869, vol. VIII), y aunque la refutación de Martin resulta aburrida por su extensión, el autor describe un acertado retrato.
La maestría de Martin ―tanto literaria como profesional― era excepcional. Como biógrafo, llevó a cabo, en la Vida del Príncipe Consorte, un importante trabajo que resultaba necesario, y lo hizo bien.
Margaret Oliphant (1828-1897) escribió una indulgente biografía (1891) de su brillante y excéntrico primo, Laurence Oliphant (1829-1891), y de la pobre esposa que tanto tuvo que soportarlo. Son excelentes sus biografías del conde de Montalembert (1872), el estadista y pensador a quien admiraba, y cuya Historia de los monjes de Occidente tradujo (1867-79, 7 volúmenes); de su íntimo amigo, el director Tulloch (1888); y del Dr. Chalmers (1893), el héroe de su juventud; mientras que su biografía de Sheridan, un personaje totalmente ajeno a ella, en la serie «Hombres de Letras» (1883), es el menos satisfactorio de sus escritos.
Sabine Baring-Gould publicó también algunas obras biográficas, entre ellas The Vicar of Morwenstow: Being a Life of Robert Stephen Hawker, M.A. (1876); The Tragedy of the Caesars: A Study of the Characters of the Caesars of the Julian and Claudian Houses (1892) y The Life of Napoleon Bonaparte (1897).

## Ciencias sociales y ciencias naturales
El arabista Edward William Lane, en su obra Account of the Manners and Customs of the Modern Egyptians (Informe de los usos y costumbres de los egipcios modernos), hizo una descripción no superada de la vida en el Cercano Oriente. Residió en Egipto durante casi dos años (diciembre de 1833-agosto de 1835), dedicado exclusivamente a un estudio íntimo de las gentes de El Cairo, con miras a sus trabajos sobre sus usos y costumbres. Lane vivió en los barrios mahometanos, vestía la indumentaria nativa, tomó el nombre de Mansur Effendi, asociado casi exclusivamente a musulmanes, asistía en cada ocasión dable a sus ceremonias religiosas, festivales y entretenimientos, y vivió la vida de un hombre culto egipcio (exceptuando que siempre conservó su fe y conducta cristianas). El resultado de sus observaciones fue el célebre Account of the Manners and Customs of the Modern Egyptians, que fue inicialmente publicado en 2 volúmenes en diciembre de 1836. El libro fue un éxito inmediato. La primera edición se vendió en quince días, y de inmediato ocupó el lugar que nunca ha perdido como la mejor descripción que se haya escrito de la vida oriental y de un país oriental. Una tercera edición apareció en 1842, una cuarta en 1846, y una quinta, en un volumen ―editado, con importantes adiciones, por el sobrino de Lane, Edward Stanley Poole―, fue publicada en 1860. Ésta, que constituye el texto estándar, ha sido reimpresa repetidas veces en 2 volúmenes (1871, etc.). El libro también ha sido reeditado en América y traducido al alemán. El valor de …los egipcios modernos reside en parte en la favorable fecha de su composición, cuando El Cairo aún era una ciudad sarracena, casi intacta por las influencias europeas; pero principalmente en su microscópica precisión de los detalles, que resulta tan completa y definitiva que no se han hecho adiciones importantes a su cuadro de la vida y costumbres de los musulmanes del Egipto moderno, no obstante las investigaciones de numerosos viajeros y eruditos. Usos y costumbres de los egipcios modernos sigue siendo una referencia en la materia.
Lane fue considerado como el principal orientalista europeo de su época. Su erudición fue reconocida por numerosas sociedades científicas europeas. Fue miembro de la Sociedad Orientalista Alemana, correspondiente del Instituto de Francia, etc.
En 1837, el médico escocés Samuel Smiles publicó en Edimburgo, con sus propios medios, 750 copias de Physical Education, or the Nurture and Management of Children (La educación física, o la crianza y el gobierno de los niños). En general, la obra recibió elogios.
Una conferencia sobre un tema nuevo, Los hugonotes en Inglaterra e Irlanda, que pronunció en Dublín ante la Asociación Cristiana de Jóvenes, durante un viaje de negocios, se convertiría en un volumen sobre Los hugonotes: sus colonias, iglesias e industrias en Inglaterra e Irlanda (publicado en noviembre de 1867); se vendieron rápidamente 10.000 ejemplares.
Visitó la región de los hugonotes en el sur de Francia e incorporó nuevas investigaciones en Los hugonotes en Francia tras la revocación del edicto de Nantes, con una visita a los valdenses (1874).
En su libro Home Education (La educación en el hogar, 1838), Isaac Taylor insistía en la influencia beneficiosa de una vida rural, el valor educativo de los placeres de la infancia, y la importancia de favorecer el crecimiento natural de la capacidad mental del niño por encima del crecimiento estimulado.

«Un venerable orangután»: Charles Darwin, caricaturizado como un simio, en la revista satírica The Hornet (22 de marzo de 1871).

No debe faltar el nombre de Charles Darwin (1809-1882), dada la influencia de sus escritos, fruto de sus investigaciones científicas, sobre el pensamiento de la época. Darwin nunca hubiera reclamado derecho alguno para recibir la consideración de artista literario, pero la claridad del estilo y la enorme tranquilidad con la que presenta sus profundas conclusiones, conceden a una buena parte de su obra la categoría de obra de arte. En The Origin of the Species (El origen de las especies) (1859) y en The Descent of Man (El origen del hombre) (1871) concibió una concepción de los orígenes del hombre que desafiaba la religión ortodoxa y la opinión aceptada en todo el mundo. Enunció con gran cautela sus propias investigaciones y conclusiones, y será precisamente ahí donde residirá en buena medida su talento artístico. En 1831 le llegó la oportunidad de su vida: el nombramiento para acompañar como naturalista al «Beagle» en su estudio de América del Sur. La expedición se prolongó durante casi cinco años y, tras su regreso, Darwin publicó un Diario del viaje de un naturalista alrededor del mundo (1839), brillante colección de narraciones en las que describía sus investigaciones a bordo del bergantín. La obra tiene un doble interés: como relato del viaje de exploración realizado de 1831 a 1836 contiene aportaciones muy importantes a los conocimientos geológicos y zoológicos, y fue también la base de su teoría posterior sobre el origen de las especies. Después de dedicar algún tiempo a la geología, abordó el desarrollo de su cuestión favorita: la transformación de las especies. Darwin había dedicado mucho tiempo y profundas reflexiones a la cuestión de la evolución por selección natural, y había escrito sus anotaciones sobre el tema. En 1859 apareció The Origin of Species, que establece la teoría de la evolución y de la selección natural de los seres vivos. Esta obra otorgó a Darwin un lugar de reconocimiento entre los más grandes hombres de ciencia, y las controversias que, al igual que otras obras suyas, suscitó, contribuyeron a llevar su nombre por todo el mundo civilizado. El origen de las especies no es un libro fácil de leer, y sin embargo es un modelo de exposición científica para el lector inteligente. La materia está admirablemente ordenada, y una prosa lúcida, directa y expresiva convierte las pruebas en convicción total. La lógica de la argumentación es, como observa Huxley, la perfección misma de la lógica científica. Es al mismo tiempo inductiva y deductiva. La dificultad del libro se debe a la atención concentrada que el escritor exige del lector. Las generalizaciones se formulan en exposiciones particulares cuya validez universal tiene que admitir el lector sin más explicaciones. Dichas exposiciones son el resultado de intrincadas observaciones y de largos experimentos a los que no se dedica ningún espacio en el libro. En consecuencia, parecen arbitrarias a primera vista, aunque en realidad están plenamente demostradas, y constituyen un elemento imperecedero de la obra, que superó con mucho a todos los tratados anteriores y nunca ha sido aventajada como recolección de todas las observaciones relativas al problema de las especies. Darwin tomó la idea de la evolución de escritores anteriores, pero él aportó pruebas convincentes; y en una forma u otra la evolución se ha convertido en un principio cardinal no solo de las explicaciones biológicas, sino también de las ramas humanas de la cultura. El origen del hombre (1871) propone el desarrollo de la especie humana partiendo de seres inferiores. La estatura científica de Darwin ha sido universalmente reconocida, y merece elogio su integridad moral. Su estilo es claro y va directamente a exponer la idea intuida o el experimento realizado. No hay en la obra de Darwin nada que excluya las correcciones a su teoría. Centro de la controversia más violenta de su tiempo, no es controvertible en absoluto.
Cabe mencionar de nuevo al geólogo escocés Hugh Miller (1802-1856). Cuando aún trabajaba como cantero, Miller había examinado los abundantes fósiles en las lutitas jurásicas de las costas de Ethie, pero no fue hasta 1830 que obtuvo por vez primera restos de peces fósiles en la arenisca roja antigua. Durante muchos años los recogió y estudió hasta donde pudo, y en 1837 algunos de sus especímenes fueron notificados a R. I. Murchison y al profesor Agassiz. Al año siguiente se mantuvo en comunicación con Murchison y su carrera como geólogo quedó definitivamente inaugurada. En 1840 contribuyó al Witness con una serie de artículos sobre La arenisca roja antigua, y al año siguiente éstos fueron reeditados en forma de libro, con extraordinarias figuras de peces «de arenisca antigua» dibujadas por el propio autor. Los geólogos, escribió Buckland, quedaron asombrados y maravillados con esta obra. En seguida le concedieron a la arenisca roja antigua, como formación, una importancia apenas reconocida con anterioridad. Su ictiología técnica se basaba en las investigaciones contemporáneas de Agassiz sobre los peces «de arenisca antigua», pero contenía importantes mejoras, y la mejor parte de la obra estaba enteramente basada en la observación original.
En 1847 publicó Huellas del Creador, o el asterolepis de Stromness. Era una réplica a los Vestigios de la creación, y una contribución tanto a la apologética cristiana como a la paleontología. La doctrina de la evolución que Miller sostenía en esta obra era incompatible con los dogmas del cristianismo. Argumentaba por el milagro de la creación frente a la ley de la evolución, y se propuso demostrar que los fósiles más antiguos, y muy especialmente los peces «de arenisca antigua», eran tan avanzados en su especie como los que han vivido desde entonces o viven en la actualidad.
El último volumen de Miller, El testimonio de las rocas (1857), que recibió sus correcciones finales el día de su muerte, trata principalmente, al igual que Huellas…, de la frontera entre ciencia y religión. Miller tomó los seis días de la creación como sinónimos de seis períodos, y los sublimó en visiones representativas del progreso de la creación. De sus libros sobre geología, tal vez el mejor sea el que trata de la arenisca roja antigua, una especialidad en la que Miller fue un descubridor; pero todos sus escritos destacan por su gran mérito literario, y especialmente por una maravillosa capacidad para la descripción vívida.
Robert Chambers (1802-1871) fue un naturalista, editor, biógrafo y escritor científico e histórico. Sus conocimientos de geología constituyeron uno de los principales motivos por los cuales le fue eventualmente atribuida la autoría de Vestigios de la historia natural de la Creación (1844), obra precursora del darwinismo. El libro fue publicado de forma anónima. Robert Chambers era consciente de la tormenta que probablemente provocaría en aquel momento un tratamiento racional del tema, y no deseaba involucrar a su empresa en el descrédito que conllevaría una acusación de heterodoxia. Vestigios… es la exposición clara y competente de una teoría de la evolución. Cuando se publicó en 1844 concitó una gran atención, y fue enconadamente atacada. El libro fue generalmente considerado un ataque al modo ortodoxo de concebir la Creación imperante en aquella época. En 1845, tras publicarse la cuarta edición, Chambers emitió una templada réplica a tales críticas, titulada Explicación: una secuela de «Vestigios de la historia natural de la Creación», por el autor de dicha obra. En 1884 se publicaría una 12ª edición, con un prefacio que daba cuenta de su autoría, la cual ya no había ninguna razón para ocultar.
Chambers también aprovechó sus viajes por Escandinavia y Canadá con propósitos de exploración geológica. Los resultados de sus viajes quedaron plasmados en Investigaciones en el norte de Europa (1851) e Investigaciones en Islandia y las Islas Feroe (1856).

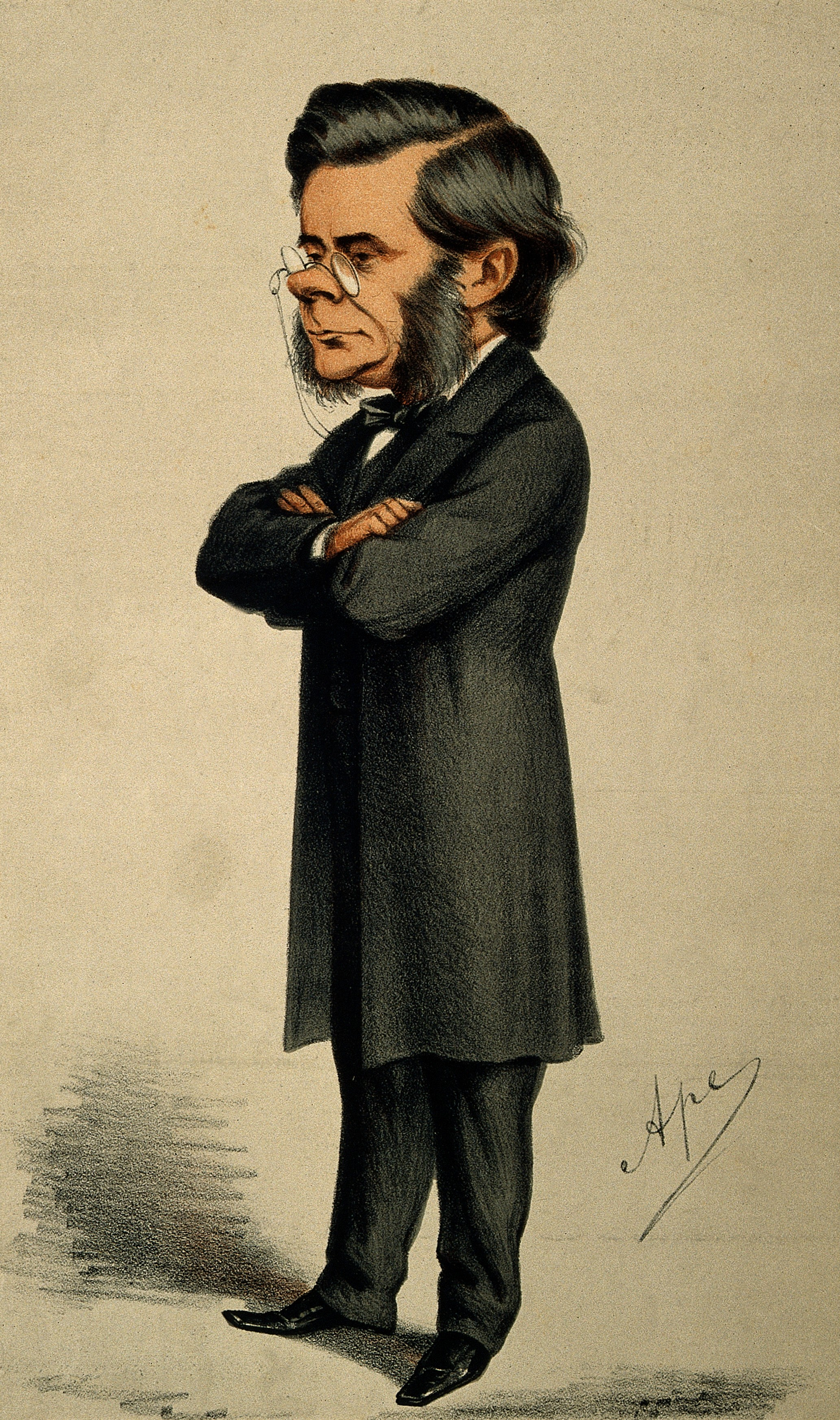
Litografía de Thomas Henry Huxley de 1871, obra del caricaturista italiano Carlo Pellegrini (1839-1889), que firma con el seudónimo de «Ape».

Thomas Henry Huxley (1825-1895) fue un biólogo y escritor científico, conocido como el «Bulldog de Darwin» por su defensa a ultranza de la teoría de la evolución de Charles Darwin. Sus obras publicadas, incluyendo comunicaciones científicas, son muy numerosas. Entre las más importantes se encuentran la dedicada a las medusas, Evidencias zoológicas del lugar del hombre en la naturaleza (1863), Lecciones elementales de fisiología (1866), Evolución y ética (1893) y Ensayos recopilados (9 volúmenes, 1893-94). En sus inicios, se centró en el estudio (sobre el terreno) de los invertebrados marinos, en especial los celentéreos (en este sentido, destaca su importante trabajo Sobre la anatomía y afinidades de la familia de las medusas, publicado en 1849 en la Philosophical Transactions, la revista científica de la Royal Society). Huxley unificó, junto con las medusas, los pólipos hidroides y sertularios, para formar una categoría a la que con posterioridad daría el nombre de hidrozoos. En dicho memorando está claramente explicado el tipo morfológico común a todos los hidrozoos. También investigó sobre los ascidiáceos y los cefalópodos. El informe On the Morphology of the Cephalous Mollusca (1853) supone un gran avance sobre todas las tentativas anteriores para reconocer el esquema estructural común a las diversas modificaciones del «pie», y en él se describe la estructura de los heteropoda pelágicos. Estas exposiciones de la morfología de tres grupos de animales sumamente diferentes cimentaron la reputación de Huxley como anatomista científico de primer nivel; y el éxito que acompañó a su uso de la simple generalización inductiva como una enunciación de tipo morfológico tuvo un gran efecto sobre los métodos de los biólogos ingleses. Desde 1854 consagró su vida, consecutivamente, a la investigación científica y a la función pública. Fue reconocido como el principal biólogo inglés, y elegido presidente de la Royal Society en 1883.
Para Huxley, como para muchos otros, el acontecimiento más importante de 1859 fue la publicación de El origen de las especies. Había mantenido una actitud escéptica hacia todas las hipótesis previas que implicaban la transmutación de las especies, pero desde 1860 apoyó el darwinismo y se centró en el problema del origen del hombre. Muchas fueron las discusiones acerca de esta doctrina en las que tomó parte, y especialmente importante e interesante fue su participación en el debate sobre la cuestión durante la reunión de la Asociación Británica para el Avance de la Ciencia en Oxford en 1860.
Sus artículos sobre peces fósiles fueron seguidos en 1861 por un Ensayo sobre la clasificación de los peces del Devónico. También en 1861, Huxley publicó dos ensayos, uno Sobre el cerebro del mono araña negro y otro Sobre las relaciones zoológicas del hombre con los animales inferiores, en el que se demostraba claramente que las afirmaciones de Owen eran inexactas e inconsistentes con los datos conocidos. Refutó la teoría ontogenética de Richard Owen en una serie de artículos y conferencias (pronunciadas entre 1860 y 1862) «Sobre la anatomía comparada del hombre y de los simios superiores», publicadas en formato de libro bajo el título de Evidencias zoológicas en cuanto al lugar del hombre en la Naturaleza (1863). Hay un sentido en el que la publicación de este libro marca el comienzo de un nuevo período en su obra; porque desde el momento de su aparición sus escritos atrajeron mayor atención e influyeron en un número de personas mucho mayor que antes. Este libro y un ciclo de conferencias «Sobre las causas de los fenómenos de naturaleza orgánica», dirigidas a trabajadores e impresas en 1863, fueron ampliamente leídos y debatidos, y desde entonces Huxley dedicó una cantidad progresivamente creciente de energías a la enseñanza popular y a las controversias surgidas en relación con ella.
También en 1863 pronunció en el Colegio de Cirujanos un ciclo de conferencias «Sobre la clasificación de los animales», y otro «Sobre el cráneo de los vertebrados». Estas conferencias fueron publicadas conjuntamente en 1864. Siguieron otros ciclos «Sobre la anatomía comparada de los vertebrados», y un resumen condensado de ellos fue publicado en 1871 con el título Manual de anatomía comparada de los animales vertebrados. Un gran resultado de su trabajo sobre las aves, junto con el estudio de los reptiles fósiles, fue el reconocimiento de las similitudes fundamentales entre los dos, que Huxley expresó al unir a las aves y los reptiles en un gran grupo, los saurópsidos. Otros resultados obtenidos fueron brevemente resumidos en un ensayo Sobre la clasificación de las aves (1867), que contiene un detallado informe de las modificaciones que presentan los huesos del paladar.
Gran parte de su trabajo sobre etnología sistemática permanece inédita; pero en 1865 publicó un ensayo Sobre los métodos y resultados de la etnología, que contenía un sistema de clasificación de las razas del género humano, basado en los caracteres del cabello, el color de piel y el índice cefálico. Su Lecciones elementales sobre fisiología, publicado en 1866, es probablemente más conocido que cualquier libro de texto elemental de este tipo.
Sus obras se caracterizan principalmente por una claridad, una fuerza y un encanto que las hacen merecedoras de un lugar en la literatura; y además de la aportación que hicieron al acervo del conocimiento humano, contribuyeron en buena medida a difundir el amor por la ciencia y su estudio. Huxley era un agudo polemista, que contendía por la perspectiva estrictamente científica de todos los temas, en contraposición a la metafísica o teológica, y en consecuencia se topó con una fuerte oposición y una gran cantidad de descalificaciones. No obstante, no era un materialista, y simpatizaba con los aspectos morales y compasivos del cristianismo (en este sentido, preconizó la enseñanza de los textos bíblicos en las escuelas). Trató de conciliar la evolución y la ética en su ensayo Evolución y ética (1893). Sus obras publicadas, incluidos los informes científicos, son muy numerosas. Además de las citadas, cabe destacar Conferencias sobre elementos de anatomía comparada (1864), Lecciones elementales de fisiología (1866), sendos manuales de anatomía de los animales vertebrados (1871) e invertebrados (1877), y nueve volúmenes de Ensayos selectos (1893-94). A Huxley se le debe el primer uso del término (y casi del concepto) 'agnóstico', con el que definió su propia visión de la religión. Huxley poseía el peligroso don del lenguaje incisivo y no fue remiso en fustigar a quienes estaban dispuestos a sostener la "cosmogonía de los hebreos semibárbaros" para oponerla a "la exactitud de las conclusiones científicas". Por aquel tiempo, Newman había asegurado que no podía haber conflicto entre la religión y la ciencia correctamente concebida, y en realidad Huxley no decía otra cosa. El dogmatismo que él atacaba era la intromisión injustificada de la ignorancia en el dominio científico so capa de religión. Y a la inversa, nadie fue más escrupuloso en mantener las exposiciones científicas dentro de los límites de sus propios postulados.
Tanto Darwin como Huxley serían mucho más eficaces como prosistas que los filósofos políticos de la primera parte de ese siglo.
George Campbell, VIII duque de Argyll (1823-1900), fue un estadista y escritor en materias de ciencia, religión y política. Desde la infancia hasta el final de su vida, el duque de Argyll pasó gran parte de su tiempo en las islas, estuarios y loch del oeste de Escocia, donde su instintivo amor por la naturaleza tenía un amplio ámbito para su desarrollo. Se aficionó al estudio de las aves y se familiarizó con sus formas y hábitos. En el dominio de la geología, al principio estuvo inducido por el descubrimiento que uno de sus inquilinos hizo en la isla de Mull, consistente en un lecho lleno de hojas bien conservadas, intercaladas entre las lavas de basalto de dicha región. Percibió de inmediato la importancia de este descubrimiento y lo comunicó en la reunión de la British Association en 1850. Las hojas y otros restos vegetales fueron estudiados posteriormente por Edward Forbes, quien determinó que pertenecían a la primera Era Terciaria. El yacimiento en el que se encuentran y sus relaciones con las rocas volcánicas, fueron descritos por el duque a la Sociedad Geológica en 1851 en un documento de gran interés e importancia, que allanó el camino para todo lo que se ha hecho desde entonces en la investigación de la extraordinaria historia de la acción volcánica terciaria en las islas británicas. Este dosier fue, de largo, la contribución más valiosa hecha por su autor a la literatura científica. A diferencia de los controvertidos escritos de sus últimos años, su pretensión no era argumentativa sino descriptiva, y elevó la esperanza, lamentablemente no hecha realidad, de que el duque, en medio de sus numerosas ocupaciones, podría encontrar tiempo para enriquecer la geología con una serie de similares observaciones originales en sus territorios escoceses. De hecho, continuaría hasta el final de su vida interesándose de modo entusiasta por el progreso de la ciencia, y contribuyendo de vez en cuando con ensayos sobre algunos de los problemas en cuestión. Sin embargo, estos textos se volvieron cada vez más polémicos a medida que pasaban los años, y aunque siempre eran perspicaces y vigorosos, a menudo fracasaban en la aprehensión de la verdadera relevancia de los hechos y en darse cuenta del peso de la evidencia en contra de los puntos de vista que él había expuesto.
Aunque el duque de Argyll difícilmente puede ser categorizado como un hombre de ciencia, indudablemente ejerció una útil influencia en el progreso científico de su tiempo. Sus frecuentes controversias sobre cuestiones científicas despertaron un amplio interés en estos temas y, en consecuencia, ayudaron a fomentar el avance de las especialidades que sometió a crítica.
El duque comenzó a escribir sobre temas científicos en 1850, y continuaría haciéndolo casi hasta el final de su vida. Sus obras incluyen varios textos y discursos leídos ante sociedades doctas o comunicados a conocidas revistas; asimismo, algunas obras independientes parcialmente consistentes en ensayos ya publicados. De estas obras, las más notables son: The Reign of Law (El reinado de la ley, 1867); Primeval Man (El hombre primitivo, 1869); The Unity of Nature (La unidad de la Naturaleza, 1884) y Organic Evolution cross-examined (La evolución orgánica, a examen, 1898). Aunque considerado hasta cierto punto un amateur por algunos científicos profesionales, su aptitud, conocimiento y poder dialéctico hicieron de él un formidable antagonista, y le permitieron ejercer una útil influencia, generalmente conservadora, en el pensamiento y el progreso científicos.

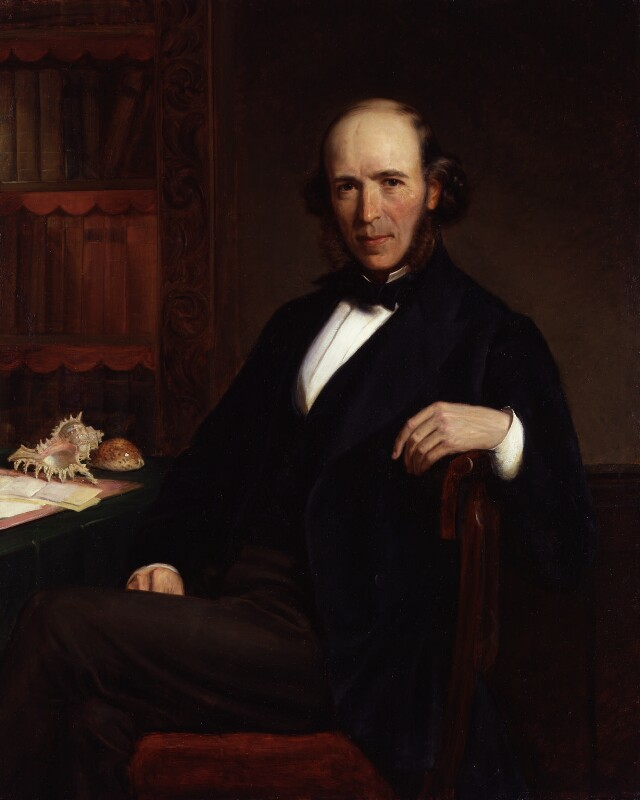
Retrato de Herbert Spencer (1872), obra del pintor inglés John Bagnold Burgess (1829-1897).

La aplicación de la teoría darwinista de la evolución de las especies por selección natural a la sociedad humana partió de Herbert Spencer (1820-1903), un filósofo y divulgador británico, y acabó convirtiéndose hacia el final del siglo en una creencia ampliamente compartida por políticos, hombres de ciencia y opinión pública de los países europeos. Suponía que, al igual que las especies vegetales y animales, los organismos sociales ―las naciones― competían entre sí y estaban sujetos a un proceso de selección que determinaba la supervivencia de los más aptos y la extinción de los restantes. Aunque esta teoría no dictó directamente el comportamiento de los estadistas de su tiempo, la aceptación de la misma contribuyó a asumir la inevitabilidad de las guerras y las conquistas, a través de las cuales se abría paso la evolución. Contribuyó también a reforzar las ideas ya existentes sobre la desigual capacidad de las razas humanas.
Las consecuencias filosóficas del progreso científico fueron expuestas por Spencer. De 1848 a 1852 escribió regularmente en The Economist, y con posterioridad contribuyó a varias revistas con elaborados artículos que estaban impregnados de la idea, desde entonces más claramente desarrollada, conocida como doctrina de la evolución. Pronto se convertiría en un firme partidario de que todos los seres complejos han surgido por desarrollo. A partir de entonces estaría cada vez más absorto en la consideración de los problemas de la sociología y en la aplicación a éstos del desarrollo de la doctrina de la evolución, conduciendo gradualmente a la terminación de un sistema de filosofía que fue la obra de su vida. Su proposición fundamental es que la sociedad, como el individuo, es un organismo sujeto a la evolución, y el alcance de esta idea se amplía gradualmente hasta abarcar toda la gama de fenómenos cognoscibles.
Cuando trabajaba como subdirector del citado periódico The Economist, Spencer escribió el que sería su primer libro, Social Statics; or the Conditions Essential to Human Happiness specified, and the first of them developed. El propósito principal de esta obra, que apareció a principios de 1851, era establecer la doctrina según la cual "todo hombre tiene libertad para hacer lo que quiera, siempre que no vulnere la libertad equivalente de ningún otro hombre". Partiendo de este principio general infería las reivindicaciones públicas de libertad de expresión, derecho a la propiedad, etc. Llegaba a afirmar el derecho del ciudadano a negarse a pagar impuestos, si renunciaba a beneficiarse de la protección del Estado. Las funciones del Estado estarían limitadas únicamente al desempeño del mantenimiento del orden público a nivel nacional, y a la protección contra agresiones extranjeras mediante el mantenimiento de un ejército y una armada. La educación pública, las leyes deficientes y la supervisión sanitaria son todas ellas explícitamente condenadas, así como cualquier otra rama de actividad estatal que no esté incluida en la fórmula anteriormente mencionada.
Social Statics tuvo un éxito inesperado. El individualismo extremo que caracterizaba la obra encajaba bien con los puntos de vista de los radicales filosóficos y la Escuela de Mánchester, cuya influencia alcanzaba en aquel momento su apogeo.
Spencer escribió varios artículos de forma anónima para el periódico radical The Leader, dirigido por George Henry Lewes. El más importante de ellos, de marzo de 1852, era el que versaba sobre The Development Hypothesis (La hipótesis evolutiva), en el que se defendía la teoría de la evolución orgánica (siete años antes de la publicación de El origen de las especies). También en la década de 1850 contribuyó a la Westminster Review con un gran número de artículos, que contienen los primeros esbozos de sus doctrinas filosóficas.
Naturalista, psicólogo y sociólogo, Spencer, uno de los más destacados positivistas británicos, enunció una doctrina del progreso, que consiste, en su opinión, en la marcha de lo simple a lo complejo, con una diferenciación creciente de funciones. El progreso es, pues, una ley natural que actúa en todas partes, y también en nuestra propia experiencia. Dicha doctrina la expuso en su artículo Progress, its Law and Cause (El progreso: sus leyes y causas, 1857), en el que adoptó la ley de Von Baer relativa a que la evolución del individuo procede desde lo homogéneo a lo heterogéneo. Este artículo prefiguraba una de las doctrinas de su First Principles. Spencer es el fundador del evolucionismo filosófico, teoría que perseguía la unificación de los conocimientos basándolos en el principio de la evolución. Las ideas de Spencer en cuanto a la naturaleza de la evolución ya estaban bastante definidas cuando El origen de las especies (1859) de Darwin revolucionó el tema de la evolución orgánica añadiendo la selección natural a la adaptación directa por uso y desuso, y sugiriendo por tanto un método inteligible de producir modificaciones en las formas de vida. Spencer acogió con agrado la teoría darwiniana y la enriqueció con la expresión «supervivencia del más apto»; pero no renunció a la creencia (lamarckiana) en la transmisión hereditaria de las modificaciones de los organismos mediante el ejercicio de una función. En 1860 ya tenía elaborada su propia teoría evolucionista ―«Program of a System of Synthetic Philosophy» («Programa para un sistema de filosofía sintética»)―, alejada de las teorías de Darwin y más cercana al lamarckismo, y a su desarrollo consagró el resto de su vida, escribiendo infatigablemente sus First Principles (Primeros principios, 1862), Principles of Biology (1864/67), Principles of Psycology (1870-72), Principles of Sociology (1877-96) y Principles of Ethics (1879-92), que forman un cuerpo de doctrina de una impresionante amplitud y coherencia. First Principles está dividida en dos partes, de las cuales la primera, o parte metafísica, es un intento de reconciliación entre ciencia y religión al postular una creencia en lo «incognoscible» como la causa y el origen de toda existencia fenoménica. La segunda parte establece los principios fundamentales de la «Filosofía sintética», como Spencer ha denominado a su sistema. El primer volumen de The Principles of Biology (Principios de Biología), publicado en 1864, suscitó escasa atención. En esta obra, Spencer aplicó la ley de la evolución a la existencia animada. Definió la vida de la misma manera que en sus Principios de psicología. Como factores de la evolución no solo mencionaba la selección natural, o (por usar el propio término de Spencer) supervivencia del más apto, sino que argumentaba con firmeza a favor de la modificación directa de los organismos por la acción ambiental, y también a favor de la herencia de modificaciones funcionalmente producidas. En el segundo volumen promulgó la interesante teoría de que las formas de los animales y las plantas son una expresión de las fuerzas ambientales que actúan sobre ellos. Expone también su célebre ley del antagonismo entre individuación y reproducción. En resumen, los puntos más notables son la definición de vida como la adaptación continua de las relaciones internas a las externas, y el consiguiente énfasis en la necesidad de adaptar el organismo a su entorno.
En 1870 publicó el primer volumen de The Principles of Psychology (Principios de psicología), obra a la que había dedicado una preparación asombrosamente escasa. No solo tenía poca relación con resultados previos sobre psicología, sino que era una excursión independiente a una línea de investigación casi nueva. Además, el tono antirreligioso del libro motivó numerosas críticas adversas. En esta obra, Spencer defiende la explicación genética de los fenómenos de la mente humana adulta por referencia a su ascendencia infantil y animal. The Principles of Psychology era materialista en su punto de vista general porque, aunque Spencer afirmaba con énfásis la existencia de la mente y su total diferenciación de la materia, con todo sus esfuerzos estaban dedicados a interpretar las manifestaciones mentales con referencia a las leyes físicas y químicas. Las opiniones aún difieren en cuanto a las virtudes de numerosas partes de esta obra. Sin duda, muchos de los detalles y algunos de los principios resultan erróneos; pero muchos han acabado siendo generalmente aceptados; y en vista del estado del conocimiento en el momento en que fue escrita, debe ser considerada una obra maestra. A pesar de ser un naturalista, no perdió jamás el sentido de la religión, y, a medida que pasaban los años, este sentido fue penetrando de modo más firme en su pensamiento. La filosofía spenceriana es un intento notable de unificar coherentemente los nuevos conocimientos, y es la última creación totalmente inglesa. Las doctrinas centrales de la filosofía eran, en su vertiente social, el individualismo y la oposición a la guerra; en su vertiente científica, la evolución y la explicación de los fenómenos desde el punto de vista materialista. Desde el punto de vista sociológico cabe considerarle como el primer autor que utilizó de forma sistemática los conceptos de estructura y función.
Otra obra, publicada en 1873, fue el Study of Sociology. Esta obra estaba dedicada a exponer las dificultades, objetivas y subjetivas, a las que se enfrenta el estudiante de ciencias sociales. Eran comentadas en su totalidad las numerosas variedades de prejuicios que probablemente perturben su criterio. El libro, al ser de índole relativamente popular, tuvo un éxito inmenso.
La cuarta sección de su sistema, dedicada a la sociología, trata de la ciencia de la sociedad humana desde el punto de vista de la evolución expuesta y aplicada a los fenómenos generales de la vida y la mente en sus anteriores volúmenes.
En The Principles of Sociology, las ideas más influyentes de Spencer han sido las del organismo social, el origen de la religión a partir del culto a espectros ancestrales, y el antagonismo natural entre nutrición y reproducción, industrialismo y guerra. Políticamente, Spencer es un individualista de un tipo extremo de laissez faire, y es en su actitud política donde las consecuencias de su concepción predarwiniana de la evolución resultan más manifiestas. La obra comienza con una exposición de la llamada «Ghost Theory (Teoría de los espectros)», en la que Spencer considera todas las creencias mitológicas primitivas como formas modificadas de culto a los ancestros. En la parte que trata de Las inducciones de la sociología, traza minuciosamente la analogía entre el organismo social y el físico. Los volúmenes restantes de la obra tratan de instituciones ceremoniales, instituciones políticas, instituciones eclesiásticas, instituciones profesionales e instituciones industriales. El resultado general es la distinción entre dos tipos principales de sociedad, la militante que descansa sobre la base del estatus y la industrial que descansa sobre la base del contrato.
En The Principles of Ethics Spencer, aunque se basa principalmente en el orden objetivo de la naturaleza y las consecuencias intrínsecas de las acciones para guiar la conducta, concibe el fin ético de una manera intermedia entre el hedonista y el evolucionista.
Spencer consideraba The Principles of Ethics como la flor y nata del conjunto de la filosofía. Su sistema es hedonista, en cuanto considera la felicidad como el objeto a alcanzar; y es evolutivo, en la medida en que representa que la evolución nos está llevando a un estado en el que la felicidad superará con creces lo que ahora experimentamos. En el segundo volumen, la parte IV, «La justicia», es la exposición final y más filosófica de Spencer sobre los deberes del Estado. Como en su primer libro, limita las funciones del Estado al mantenimiento de la justicia en el interior y a repeler agresiones del exterior. Su fórmula de justicia la expone con las palabras: «Todo hombre es libre de hacer lo que quiera, siempre que no infrinja la libertad equivalente de ningún otro hombre».
En 1884 aparecieron cuatro artículos originalmente publicados en la Contemporary Review, ahora unidos para formar The Man versus the State (El hombre contra el Estado). Spencer había estado observando con estupor la usurpación gradual del Estado sobre la libertad del individuo, y la cada vez más amplia esfera de actividad de aquél. El propósito de estos ensayos era proponer un nuevo credo para los liberales: la limitación de las funciones estatales a la protección contra agresiones extranjeras y al mantenimiento de la justicia en el interior.
En 1896 se publicó el último volumen de The Principles of Sociology, y con él quedó concluida la Filosofía sintética. Antes de su muerte se publicaron dos libros más, titulados Various Fragments (Fragmentos diversos) y Facts and Comments (Hechos y comentarios), cada uno de los cuales constaba de ensayos breves sobre una gran variedad de temas.
La importancia de Herbert Spencer en la historia del pensamiento inglés depende de su posición como el filósofo del gran movimiento científico de la segunda mitad del siglo XIX, y de la amistad y admiración que le profesaron hombres como Darwin, G. H. Lewes y Huxley. Spencer trata de expresar en una fórmula general aglutinadora la creencia en el progreso que impregnaba su época, y de erigirla en ley suprema del universo en su conjunto. Sus trabajos coincidieron en el tiempo con el gran desarrollo de la biología bajo el estímulo de la teoría darwiniana, y los partidarios de los nuevos puntos de vista, sintiendo la necesidad de un estudio exhaustivo del mundo como un todo, aceptaron muy ampliamente la filosofía de Spencer en su propio valor, tanto en Inglaterra como, más aún, en Estados Unidos. A pesar de esto, no obstante, su heroico intento de sintetizar todo el conocimiento científico no podía sino quedarse sin alcanzar su objetivo. Viviendo el comienzo de una época de una actividad científica sin parangón, Spencer probablemente no podía resumir y calcular su producción total. La fama de Spencer se extendió por todo el mundo. En Francia, Rusia y otras naciones europeas fue ampliamente estudiado. En América sus libros tuvieron una enorme difusión, y su fama ciertamente no fue menor que en Inglaterra. El lugar de Spencer en la historia del pensamiento debe ocupar una posición destacada. Su influencia en la segunda mitad del siglo XIX fue inmensa.
El naturalista Francis Trevelyan Buckland (1826-1880) trabajó como cirujano asistente en el Ejército británico y, estando acuartelado principalmente en Londres, aprovechaba con entusiasmo cada oportunidad de examinar especímenes curiosos de historia natural, animales singulares, vegetaciones anormales y otras cosas similares. Estas observaciones serían descritas en sus cuatro volúmenes de Curiosities of Natural History (Curiosidades de la historia natural) (1857-72). Entusiasta aficionado a la historia natural, escribió mucho sobre ello, contándose entre sus obras, además de artículos e informes oficiales, Logbook of a Fisherman and Zoologist (Cuaderno de bitácora de un pescador y zoólogo, 1876) y Natural History of British Fishes (Historia natural de los peces británicos, 1881).
Además de numerosos textos sobre peces, aves, etc. en The Field y Land & Water, y de un artículo sobre Ratas en la Quarterly Review, Buckland, en su condición de inspector de pesquerías de salmón, informaba anualmente sobre las mismas, y publicó un libro sobre La incubación de los peces (Fish Hatching) en 1863. Una recopilación de sus textos seleccionados por él mismo fue publicada póstumamente en 1882 bajo el título de Notes and Jottings from Animal Life (Notas y apuntes de la vida animal). Buckland pretendía más bien ganarse las simpatías de los demás por sus estudios favoritos que adquirir el nombre de un escritor científico profundo. Aunque observador, no siempre era estrictamente científico en sus métodos y modos de expresión, y fue un firme adversario de Darwin.
Los libros del cirujano y escritor James Hinton (1822-1875) están repletos de reflexiones y sugerencias. Entre sus escritos cabe mencionar Man and his Dwelling-place (El hombre y su morada, 1859), The Mystery of Pain (El misterio del dolor, 1866), The Law of Human Life (Las leyes de la vida humana, 1874), Chapters on the Art of Thinking (Capítulos sobre el arte de pensar, 1879) y Philosophy and Religion (Filosofía y Religión, 1881).
En 1859 publicó un librito sobre las relaciones entre religión y ciencia, titulado Man and his Dwelling-place, que fue bien acogido. Seguiría una serie de artículos sobre diversos temas de biología y fisiología para el Cornhill Magazine. Posteriormente serían reeditados como Life in Nature (1862) y Thoughts on Health (1871). En 1866 publicó un breve ensayo titulado The Mystery of Pain, que es probablemente el más célebre de sus escritos. En 1874 publicó Essays on the Law of Human Life and on the Relations between the Organic and Inorganic Worlds (Ensayos sobre las leyes de la vida humana y sobre las relaciones entre los mundos orgánico e inorgánico). Sus viejos ensayos fueron editados en 1879 por su hijo, bajo el título Chapters on the Art of Thinking, and other Essays (Capítulos sobre el arte de pensar y otros ensayos).  Como pensador, Hinton, independientemente de sus defectos, no carecía de originalidad ni de exhaustividad. Su prematura muerte le impidió dar una expresión ordenada a su sistema ético. El volumen titulado The Law-breaker and the Coming of the Law (El transgresor y el advenimiento de la ley) lo expone de una forma tan confusa que resulta apenas inteligible. La obra también se ve empañada por insinuaciones sobre la necesidad de una reforma de la institución del matrimonio, que parecen apuntar en la dirección del amor libre.
Desde su más temprana juventud, Thomas Belt (1832-1878) fue un entusiasta estudiante de historia natural, llegó a ser miembro del Club de Naturalistas de Tyneside en 1850, y contribuyó a sus Transactions (Actas). En 1852 abandonó Inglaterra para marchar a los yacimientos auríferos australianos, y allí se dedicó a la investigación geológica. Belt hizo del período glacial el tema principal de sus estudios geológicos, y aprovechó al máximo sus viajes por Norteamérica, Rusia y Gales. Atribuyó a la acción del flujo de hielo procedente de Groenlandia la formación de depósitos arcillosos inferiores y diluvios en Europa, y la destrucción de los grandes mamíferos y probablemente del hombre paleolítico. En 1861 publicó una obra separada titulada Filones minerales: una investigación sobre su origen, basada en un estudio de las vetas de cuarzo aurífero en Australia. En 1868 fue designado para hacerse cargo de unas minas en Nicaragua; el resultado de esta experiencia quedó reflejado en una obra sumamente meritoria: El naturalista en Nicaragua: narración de una estancia en las minas de oro de Chontales, y de viajes por sabanas y bosques (1874). En este volumen, el autor expresaba sus puntos de vista sobre la primitiva presencia de glaciares en dicho país. En posteriores textos trataría con audacia y de forma sugestiva los fenómenos del período glacial en Gran Bretaña y en diversas regiones del mundo. En estas obras, Belt demuestra ser un minucioso observador de los fenómenos zoológicos y botánicos, así como de los geológicos.
A lo largo de un periodo de once años, Henry Walter Bates (1825-1892), naturalista y explorador, remontó el Amazonas en busca de ejemplares zoológicos. Exploró 2.300 kilómetros del río y recogió 8.000 ejemplares entomológicos nuevos para la ciencia, y solo cede a Humboldt en sus descripciones de la selva tropical. El fruto de ese gran viaje de investigación es su obra (la única que publicó) The Naturalist on the Amazons (El naturalista en el río Amazonas, 1863), que ha sido descrita como «el mejor libro de viajes de historia natural publicado en Inglaterra». Siguiendo el consejo de Darwin, suprimió cuidadosamente de su obra todos los fragmentos «hermosos» antes de su publicación. Despojado así de adornos superfluos, el libro ocupa un lugar entre el Journal de Darwin y el The Malay Archipelago de Wallace como uno de los monumentos perdurables de la literatura inglesa de viajes. La narración atrapa al lector de inmediato y le infunde un intenso deseo de visitar las regiones descritas. "Bates", escribió Darwin a Sir Charles Lyell, "solo es superado por Humboldt en la descripción de un bosque tropical". Su amplitud de miras le salvó de la estrechez de la especialidad, y se alejó todo lo posible de lo que Darwin llamó "la turba de los naturalistas sin alma".
Los principales resultados de su labor como especialista en coleópteros están incorporados en la Biologia Centrali-Americana de Godman y Salvin (1879-1915).
John Hanning Speke (1827-1864), explorador de África, ha pasado a la historia como el descubridor del lago Victoria y (erróneamente) de las fuentes del Nilo (1862). En 1863 publicó su Journal of the Discovery of the Source of the Nile (Diario del descubrimiento de las fuentes del Nilo), obra en la que da Speke una descripción detallada de la expedición, repleta de información geográfica, etnológica y zoológica, y escrita en un estilo franco y atractivo. La precisión de sus observaciones y la corrección de sus principales deducciones han quedado sobradamente consolidadas desde entonces. La obra fue traducida al francés en 1869, y el autor fue invitado a París y presentado al emperador Napoleón, quien le prometió apoyo si emprendía otra expedición. También publicó What led to the Discovery of the Source of the Nile (Lo que condujo al descubrimiento de las fuentes del Nilo, 1864).
Las contribuciones de Sabine Baring-Gould al estudio de la topografía, las antigüedades y el folclore, si bien escritas a la manera popular, estaban además repletas de investigación seria y auténtica sabiduría, señaladamente su Book of Were-wolves (Libro de los hombres-lobo, 1865), Curious Myths of the Middle Ages (Mitos curiosos de la Edad Media, 1866) y Curious Survivals (Reliquias curiosas, 1892). Otras obras sobre folclore y etnológicas que publicó son: Iceland: Its Scenes and Sagas (1863), Curiosities of Olden Times (1869), Legends of Old Testament Characters, from the Talmud and Other Sources (1871), Legends of the Patriarchs and Prophets and Other Old Testament Characters, from Various Sources (1872), Yorkshire Oddities, Incidents and Strange Events (1874), Germany: Present and Past (1879), Historic Oddities and Strange Events (1889) y Historic Oddities and Strange Events: Second Series (1891), entre otras.
Sir Walter Besant (1836-1901) escribió en 1871, en colaboración con E. H. Palmer, profesor de árabe en Cambridge, la obra Jerusalem: the City of Herod and Saladin (Jerusalén: la ciudad de Herodes y Saladino).
En octubre de 1894 Besant emprendió la que él consideraba su obra más importante, que fue inspirada conjuntamente por sus intereses literarios y públicos. Resolvió preparar un estudio del Londres moderno en la línea de aquel en el que Stow había tratado el Londres de los Tudor. Con la ayuda de expertos, se las arregló para describir los aspectos cambiantes de Londres desde los primeros tiempos hasta finales del siglo XIX. Incorporó los estudios preliminares de la historia general de Londres en London (1892), Westminster (1895), South London (1899), East London (1901) y The Thames (1902). También fue editor general desde 1897 de The Fascination of London, una serie de manuales de topografía londinense.
Un detractor y un firme defensor de las teorías evolucionistas de Darwin fueron, respectivamente, los novelistas y escritores científicos Samuel Butler y Grant Allen. Samuel Butler (1835-1902) estuvo siempre interesado por la labor científica y de controversia, y en este campo escribió obras como Life and Habit (Vida y costumbre, 1877), Evolution Old and New (La antigua y la nueva evolución, 1879) y God the Known and God the Unknown (El Dios conocido y el Dios desconocido, 1880). También escribió The Deadlock in Darwinism (El punto muerto del darwinismo), ensayo en el que protesta contra el darwinismo porque, a su juicio, esta doctrina ha descartado la influencia del espíritu en la marcha del universo. Por su parte, Grant Allen (1848-1899), escritor científico y novelista nacido en Canadá, agnóstico y socialista por convicción, fue un destacado defensor de la teoría de la evolución y divulgador del darwinismo. Sus libros más puramente científicos contienen mucho material original, expresado popularmente, y el autor fue un exponente culto de la idea evolutiva en varios aspectos de la biología y la antropología. Desde 1876 se dedicó a la literatura. Sus primeros libros versaron sobre temas científicos, e incluyen Physiological Æsthetics (Estética fisiológica, 1877), su primera obra publicada, que dedicó a Mr. Herbert Spencer y editó con sus propios medios. También publicó un ensayo sobre The Colour Sense (El sentido del color, 1879); tres colecciones de artículos científicos de carácter popular (Vignettes from Nature, 1881; The Evolutionist at Large, 1881; y Colin Clout's Calendar, 1888); y dos series de estudios botánicos sobre flores (Los colores de las flores, 1882; y Las flores y sus genealogías, 1883). Colaboró con regularidad en periódicos, magacines y revistas, que contienen algunos de sus mejores trabajos, a menudo inéditos. De los que volverían a ser publicados en formato de libro, el mayor foco de atención se centraría en las opiniones realistas del autor sobre la vida en Falling in Love, with other Essays on more exact Branches of Science (Enamorarse, con otros ensayos sobre las ramas más exactas de la ciencia, 1889) y en Postprandial Philosophy (Filosofía de sobremesa, 1894). Dos veces volvería a la ciencia más abstrusa de sus primeros tiempos. En 1888 publicó Force and Energy (Fuerza y energía), que incorpora los resultados de sus lecturas y reflexiones en soledad en Jamaica. Los físicos generalmente se negaron a debatir su original teoría de la dinámica como si fuera la de un aficionado. Su pensamiento científico estuvo inicialmente muy influenciado por la psicología asociacionista expuesta por Alexander Bain y Herbert Spencer, este último considerado comúnmente como el principal teórico de la transición de la psicología asociacionista al funcionalismo darwinista. Posteriormente, Allen se distanciaría tanto del propio Spencer como de sus teorías.

## Economía, lógica y utilitarismo

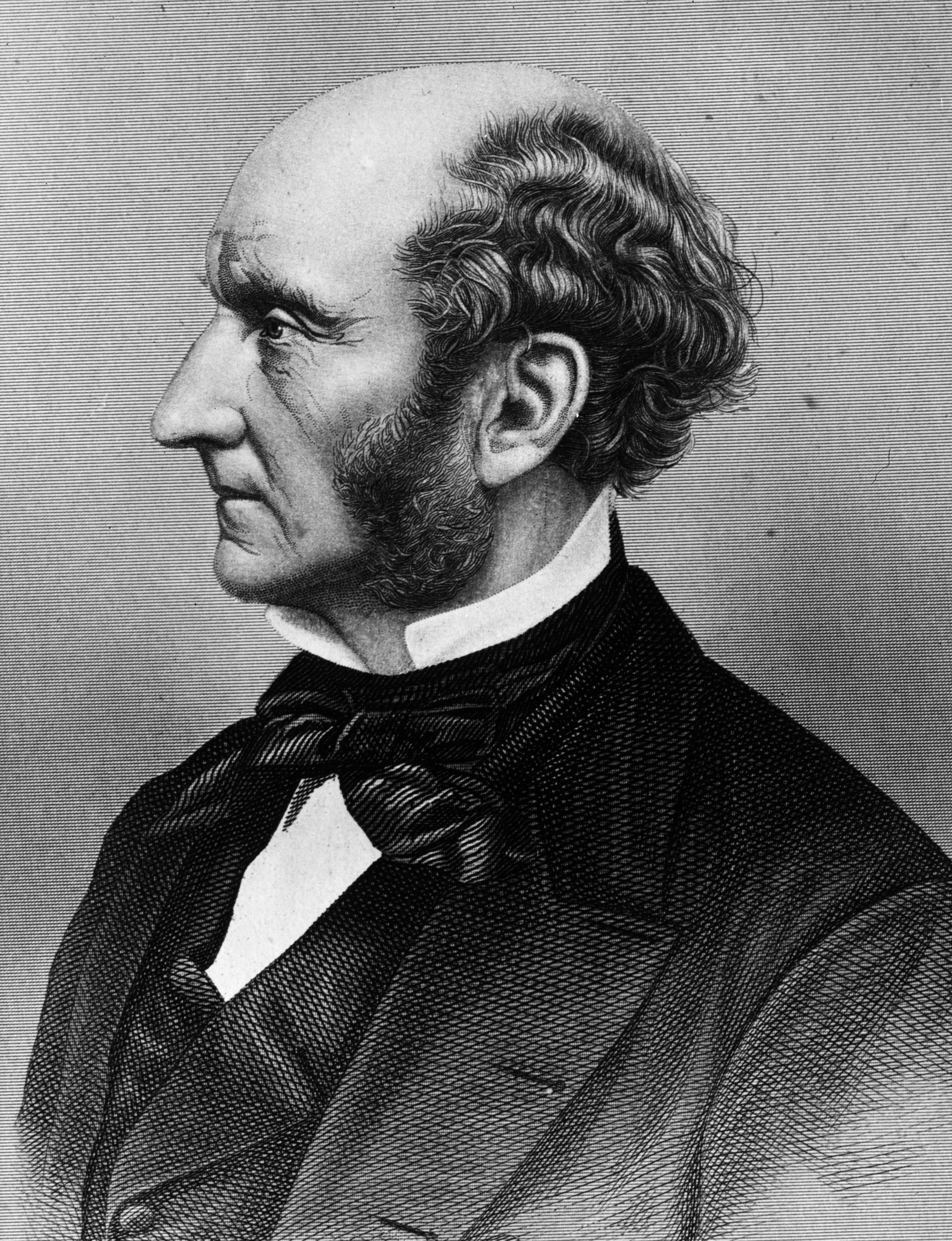
John Stuart Mill

John Stuart Mill (1806-1873) es el filósofo más importante de la Inglaterra del siglo XIX. Heredero de las ideas filosóficas de su padre ―el economista James Mill― y de Bentham, John Stuart Mill no tardará en volverse contra ellas, y, sin dejar de aceptar la proposición utilitarista del «mayor bienestar para el mayor número posible», llega a la conclusión de que una de las «primeras necesidades del bienestar del hombre» es la promoción de «la cultura interna de cada individuo». Con este descubrimiento corregía prudentemente las doctrinas de Bentham y de Comte. Sus obras más importantes son: A System of Logic (1843), donde desarrolla la teoría de la evidencia en armonía con la filosofía empírica; Principles of Political Economy (1848), que mejora el pensamiento de Adam Smith y populariza la idea de Ricardo; Thoughts on Parliamentary Reform (1859) y Considerations on Representative Government (1861), de carácter fundamentalmente político; On Liberty (1859) y On the Subjection of Women (1869), sobre la libertad en general y en defensa de los derechos de la mujer. En On Utilitarianism (1863), dando como bueno el postulado de Bentham, establece la idea de que existen diferentes niveles de bienestar, y que evidentemente existen placeres que debemos estimar superiores; y en Three Essays on Religion: Nature, the Utility, and Theism (1874), aunque lanza la idea de que, siendo la creación imperfecta, no puede ser obra de un ser infinitamente bueno, admite la necesidad de la religión para el hombre y para la sociedad, y se acerca a una forma provisional y atenuada de deísmo, proponiendo un Dios limitado. También escribió un ensayo sobre The Irish Land Question [El problema agrario irlandés] (1870). Pese a mantenerse durante toda su vida como un seguidor de la filosofía utilitarista, Mill no la transmitió a sus discípulos en su totalidad y sin modificaciones, sino que, encontrándola demasiado estrecha y rígida para sus propias exigencias intelectuales y morales, se dedicó a ampliarla y a añadir a ella un cierto elemento de idealismo. El estilo de Mill era de gran lucidez superficial, atractivo y racional; pero ocultaba contradicciones no resueltas entre ideas, las cuales, aunque disminuyen el valor de su doctrina, se debían a una simpatía y una amplitud de espíritu más penetrantes que las de sus antecesores. Así, el principio del mayor bienestar posible (o del mayor bienestar posible para el mayor número posible) no queda asentado en sus escritos, ni garantiza el autor la aceptación del summum bonum de la felicidad, como quiera que se la defina; pero sirve como punto de partida para el estudio de la felicidad en lo que afecta a la conducta humana.
William Stanley Jevons (1835-1882), lógico y economista inglés, estudió matemáticas y economía, escribió en varias publicaciones científicas, y de vez en cuando publicaba importantes textos sobre temas económicos, ganándose una posición como pensador y escritor científico. A principios de 1864 se publicó su Lógica pura, o la lógica de la calidad frente a la cantidad. El sistema desarrollado en este pequeño volumen estaba en gran parte basado en el análisis matemático de la lógica expuesto en la Investigación de las leyes del pensamiento de Boole, pero aparecía aquí despojado de la vestidura del lenguaje matemático. En el mismo año publicó también La cuestión del carbón; otras obras fueron Lecciones elementales de lógica (1870), Principios de ciencia (1874) e Investigaciones sobre las divisas y las finanzas (1884, póstuma). Su gran propósito en sus escritos fue colocar la lógica y la economía en la posición de las ciencias exactas, y en toda su obra mostró un gran afán y esmero combinados con una inusual facultad analítica.
Walter Bagehot publicó en 1873 su obra Lombard Street: una descripción del mercado monetario. Además, inmediatamente después de su muerte en 1877 apareció un volumen Sobre la depreciación de la plata, que analiza las causas de la caída de la plata entre 1866 y 1875, y que fue corregido para imprenta por el propio autor; y en 1880 se publicó un volumen de ensayos sobre economía política, titulado Economic Studies (Estudios económicos), parte de los cuales habían sido publicados en vida del autor.

## Crítica literaria y artística
En la época victoriana, un grupo de destacados autores otorgó por primera vez a las bellas artes un lugar importante en la literatura inglesa, en particular John Ruskin (Modern Painters, 1842; Seven Lamps, 1849; Stones of Venice, 1853), William Morris, John Addington Symonds y Walter Pater. De ellos, Ruskin sobrevivió a todos los discipulados y trascendió a casi todos los escritores en prosa de su época.